# Pseudotsuga menziesii
Pour les articles homonymes, voir Douglas.
Espèce
Répartition géographique
Classification phylogénétique
Statut de conservation UICN

 LC  : Préoccupation mineure
Pseudotsuga menziesii est une espèce de conifère de la famille des Pinaceae, originaire de l'ouest de l'Amérique du Nord. En français on l’appelle principalement Douglas.
C'est un arbre à croissance rapide qui peut atteindre de très grandes dimensions, jusqu’à 100 m de haut, et son bois possède de très bonnes qualités techniques. Le bois d’œuvre est surtout utilisé en construction extérieure et intérieure, mais aussi pour la décoration,. C'est l'une des essences les plus importantes pour l'exploitation forestière et l'industrie du bois en Amérique du Nord. Il prend aussi de l'importance en Europe où la conduite industrielle de ses peuplements appauvrit les écosystèmes forestiers et génère la désapprobation du public.

## Taxonomie
Le nom correct complet (avec auteur) de ce taxon est Pseudotsuga menziesii (Mirb.) Franco. L'espèce a été initialement classée dans le genre Abies sous le basionyme Abies menziesii Mirb..

### Sous-taxons
Pseudotsuga menziesii comprend deux variétés botaniques, :
- Pseudotsuga menziesii var. menziesii, dont l'aire de répartition d'origine s'étend du sud-est de l'Alaska à l'ouest des États-Unis au sein du biome tempéré des montagnes de l'Ouest de l'Amérique du Nord. Cette variété s'est bien acclimatée en Europe.
- Pseudotsuga menziesii var. glauca (Beissn.) Franco, 1950, dont l'aire de répartition s'étend des montagnes Rocheuses au Mexique central, au sein du biome tempéré de côte pacifique. Cette variété ne s'est pas acclimatée en Europe. Elle est différenciée de la variété nominale par des aiguilles bleutées et des cônes plus courts.

Par ailleurs, de nombreux cultivars ont été créés pour la sylviculture et l'horticulture.

### Noms français
Ce taxon porte en français les noms vernaculaires, vulgarisés ou normalisés suivants : Douglas,,, Douglas de Menzies,, Sapin de Douglas,,,, Pin de l'Orégon,,, Pseudotsuga de Menzies,, Douglas taxifolié, Douglas vert, Fausse pruche.

### Étymologie
L'épithète spécifique de son nom scientifique, menziesii, fait référence à Archibald Menzies (1754-1842) qui récolte l'espèce en 1790 lors de l'expédition dans le nord-est de l’océan Pacifique menée par le navigateur George Vancouver. Le nom vulgarisé Douglas fait référence au botaniste écossais David Douglas (1799-1834) qui est le premier à faire parvenir des graines en Angleterre en 1824.

## Répartition
La distribution naturelle du douglas est assez vaste dans l'Ouest de l'Amérique du Nord, et se divise en deux grandes parties correspondant aux deux variétés principales. La variété menziesii s'étend sur la Côte ouest où elle est un élément majeur des forêts de conifères géants du littoral du Pacifique, depuis la Californie aux États-Unis jusqu'à la Colombie-Britannique au Canada. La variété glauca s'étend à l'intérieur du continent et de manière plus dispersée, de l'intérieur de la Colombie-Britannique et de l'ouest de l'Alberta, au Canada, jusqu'au nord du Mexique, en passant à travers les États-Unis le long des montagnes Rocheuses. Dans ces deux parties de son aire de répartition, il est présent en plaine et à basse altitude au nord et monte de plus en plus en altitude vers le sud.
Il a été introduit en Europe dès 1827 par le botaniste écossais David Douglas, et en France à partir de 1842. La variété menziesii ayant besoin d'un climat à influence océanique, elle s'est bien adaptée à l'Europe où elle connait depuis le XXe siècle une utilisation importante en reboisement et en sylviculture. Elle a été l'objet de plantations notamment en France au cours des trois dernières décennies du XXe siècle, sous l'impulsion du Fonds forestier national, de sorte qu'elle est devenue la deuxième essence de reboisement du pays, couvrant aujourd'hui 420 000 hectares, surtout dans le Massif central : Morvan, Auvergne, Limousin, Beaujolais, et dans les Vosges, ainsi qu'en plaine dans la moitié nord. Elle est aussi beaucoup plantée en Allemagne (dans tout le pays, mais surtout dans le quart sud-ouest), dans les îles Britanniques, en Italie (dans les Apennins), en Tchéquie, en Belgique (notamment dans l'Ardenne, mais aussi en plaine), aux Pays-Bas et au Danemark. On peut désormais rencontrer le douglas des Highlands en Écosse jusqu'aux pentes de l'Etna en Sicile, des monts du Portugal aux plaines de Pologne, et à l'est jusqu'aux Carpates.
Il est aussi planté dans l'hémisphère Sud : Australie, Nouvelle-Zélande, Afrique du Sud et Amérique du Sud.

## Description

### Dimensions

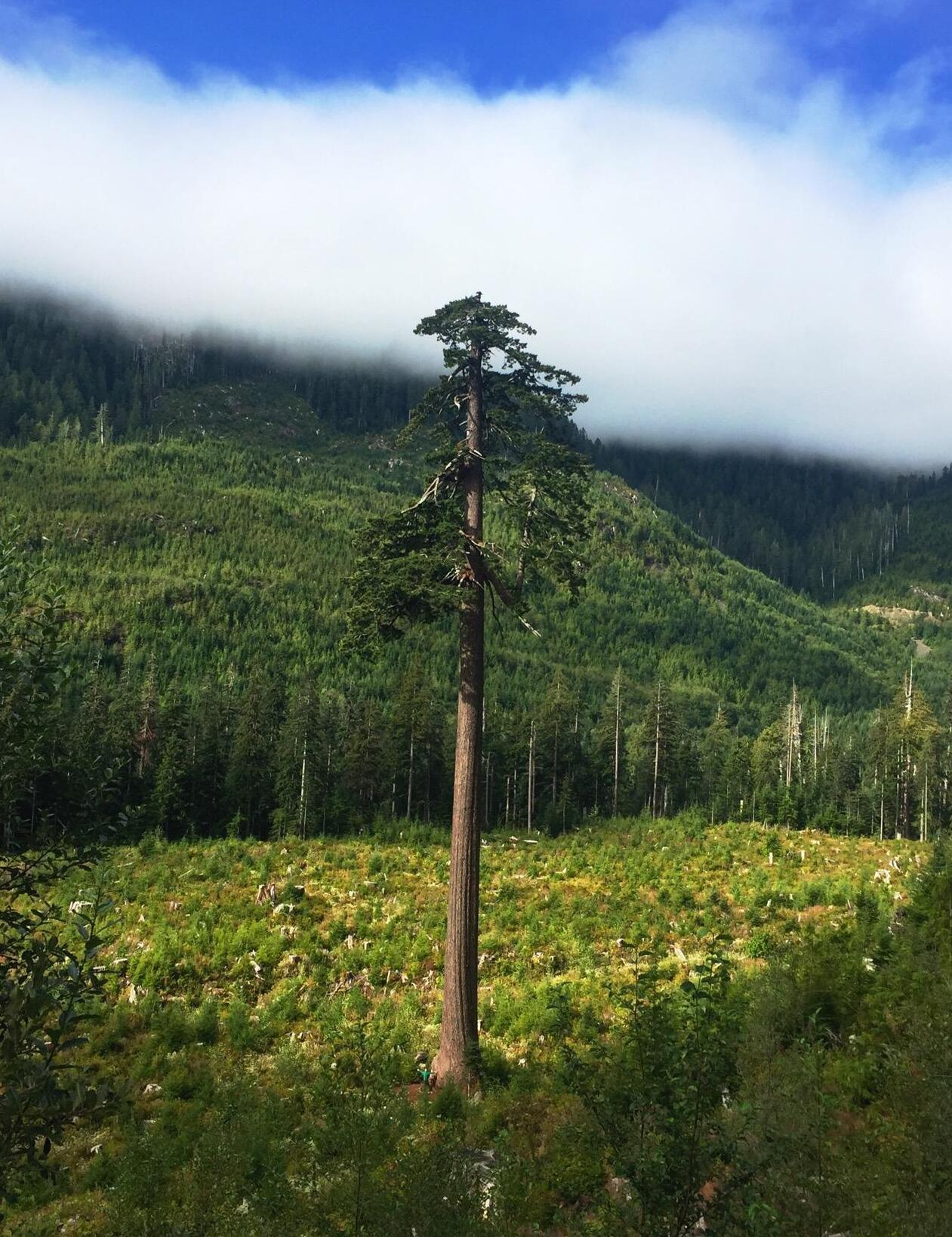
Big Lonely Doug, deuxième plus gros douglas du Canada.

La variété menziesii de la côte du Pacifique atteint une taille adulte moyenne comprise entre 50 et 80 m de hauteur pour un diamètre de 2 m dans ses régions d'origine. Il pousse rapidement mais peut vivre entre 400 et 500 ans et quelques-uns atteignent le millénaire.
Dans la nature, il peut atteindre de très grandes dimensions : des spécimens de 100 m de haut étaient rarement trouvés et récoltés au début du XXe siècle, mais des individus de 75 m de haut et 2 à 3 m de diamètre étaient courants au Canada. Le plus haut douglas actuel est le Doerner Fir en Oregon aux États-Unis, avec une hauteur de 100,3 m en 1991 (les différentes mesures depuis tournent autour de 100 m), pour un tronc de 3,5 m de diamètre. Des spécimens plus hauts sont cités dans le passé, mais leur mesure est souvent mise en doute (l'un, le Lynn Valley Tree au Canada, de 126 m et un autre plus douteux, le Nooksack Giant dans l'état de Washington aux États-Unis, de 142 m). Un spécimen beaucoup mieux documenté, le Mineral Tree, est tombé en 1930 dans l'état de Washington. Ce dernier a été mesuré plusieurs fois à partir de 1911, notamment en 1925, avec une hauteur de 393 pieds (près de 120 m). Le douglas est donc un sérieux candidat au titre de plus haute espèce d'arbre du monde de l'époque moderne, mais actuellement l'espèce la plus haute du monde est de loin Sequoia sempervirens.
Le douglas le plus volumineux est actuellement le Red Creek Fir sur l'île de Vancouver au Canada, avec un diamètre de 4,2 m, une hauteur de 73,8 m (il lui manque sa cime) pour un volume de 349 m3. Son âge est estimé à environ un millénaire. Un autre spécimen impressionnant du Canada est le Big Lonely Doug, aussi sur l'île de Vancouver, préservé et solitaire au milieu d'une coupe rase récente, entièrement visible, ce qui l'a rendu célèbre. Il est d'ailleurs le deuxième plus gros douglas répertorié dans le pays.
Les trois plus grands arbres de France métropolitaine seraient tous des douglas : le plus grand, haut de 68,90 m en 2025, est situé à proximité de la retenue d'eau du barrage du Chartrain dans la Loire, le suivant (65,55 m en 2025) à l'arboretum de La Jonchère-Saint-Maurice dans la Haute-Vienne, et le troisième (64,80 m en 2021) à Haspelschiedt dans la Moselle. D'autres spécimens dans divers départements dépassent désormais les 60 m et le classement évolue régulièrement. Tous sont issus des premières plantations de douglas en France de la fin du XIXe siècle, encore peu nombreuses à cette époque et en petits groupes. Ces arbres sont donc jeunes comparés aux grands spécimens d'Amérique du Nord. Ils sont encore en phase de croissance soutenue et sont généralement plus hauts à chaque nouvelle mesure. La plupart des plantations en France sont plus récentes et moins hautes. On doit donc s'attendre en ce XXIe siècle à des hauteurs records de plus en plus importantes. Ils ne détiennent cependant pas les records de France de diamètres de tronc ou d'âge.
La variété glauca, de l’intérieur du continent nord-américain, est moins grande, avec une hauteur à maturité se situant entre 35 et 45 m pour un maximum de 67 m.

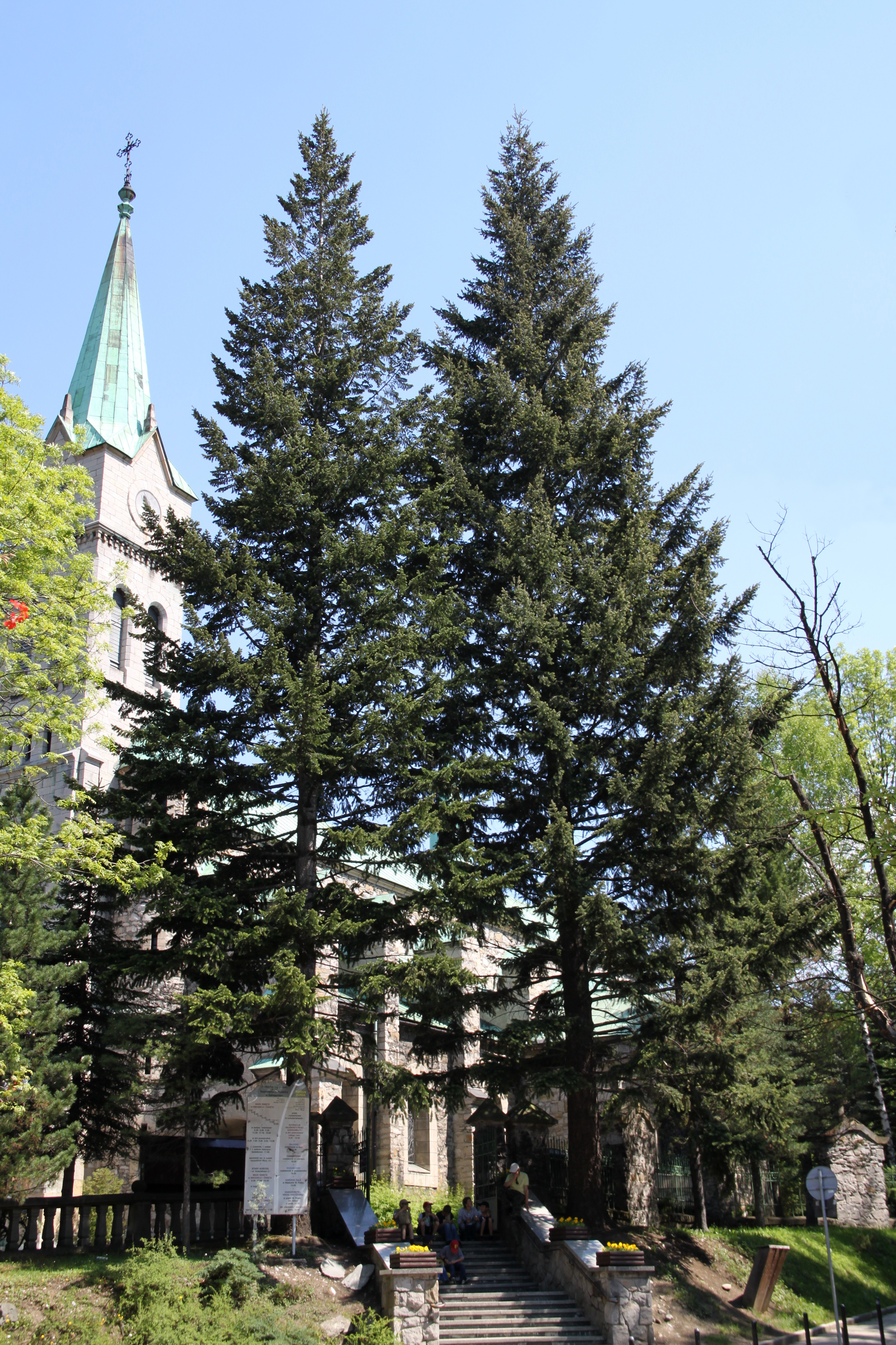
Deux douglas relativement jeunes, plantés à Zakopane, Pologne.
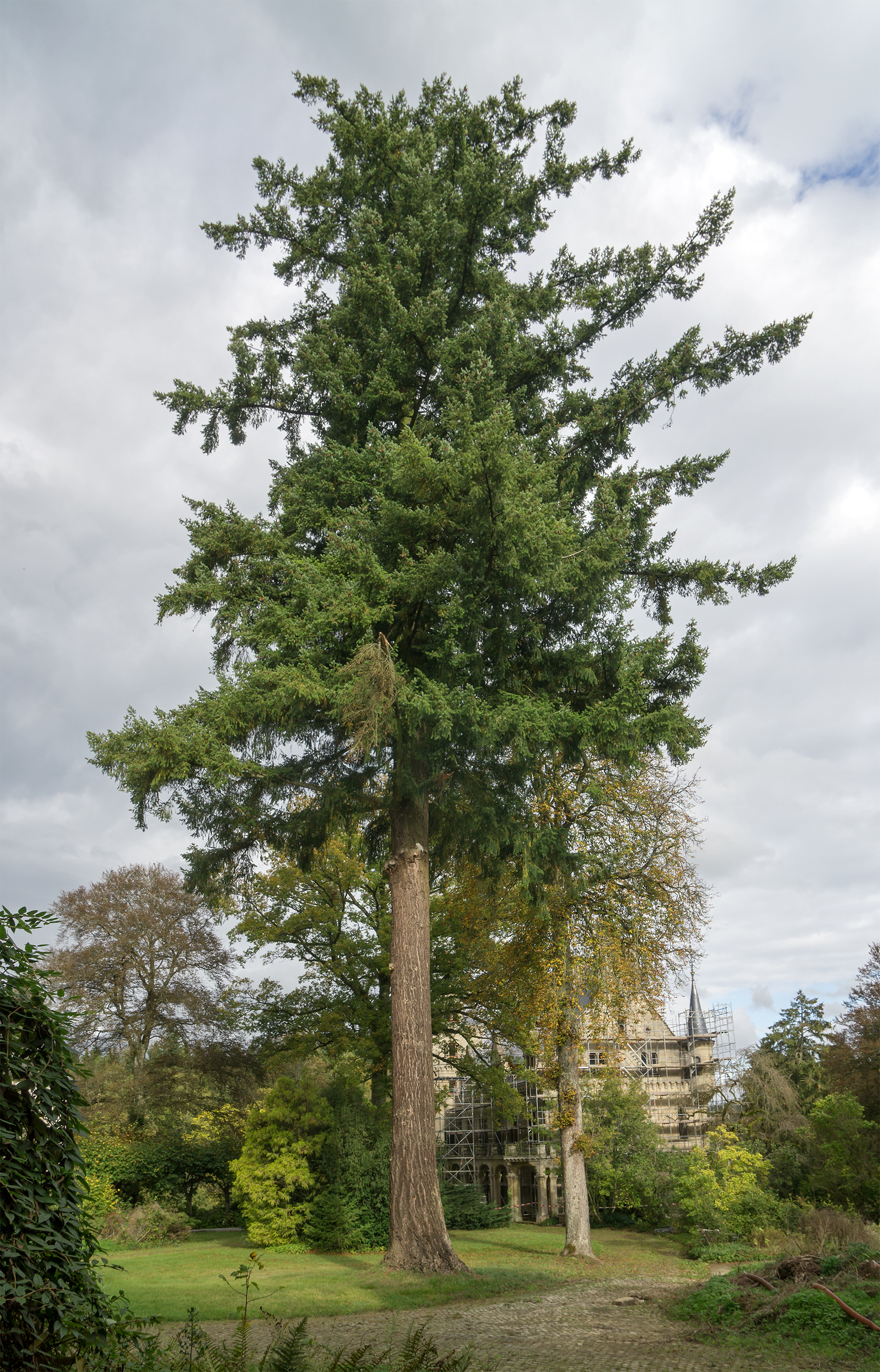
Douglas plus âgé au parc du château de Meysembourg au Luxembourg.
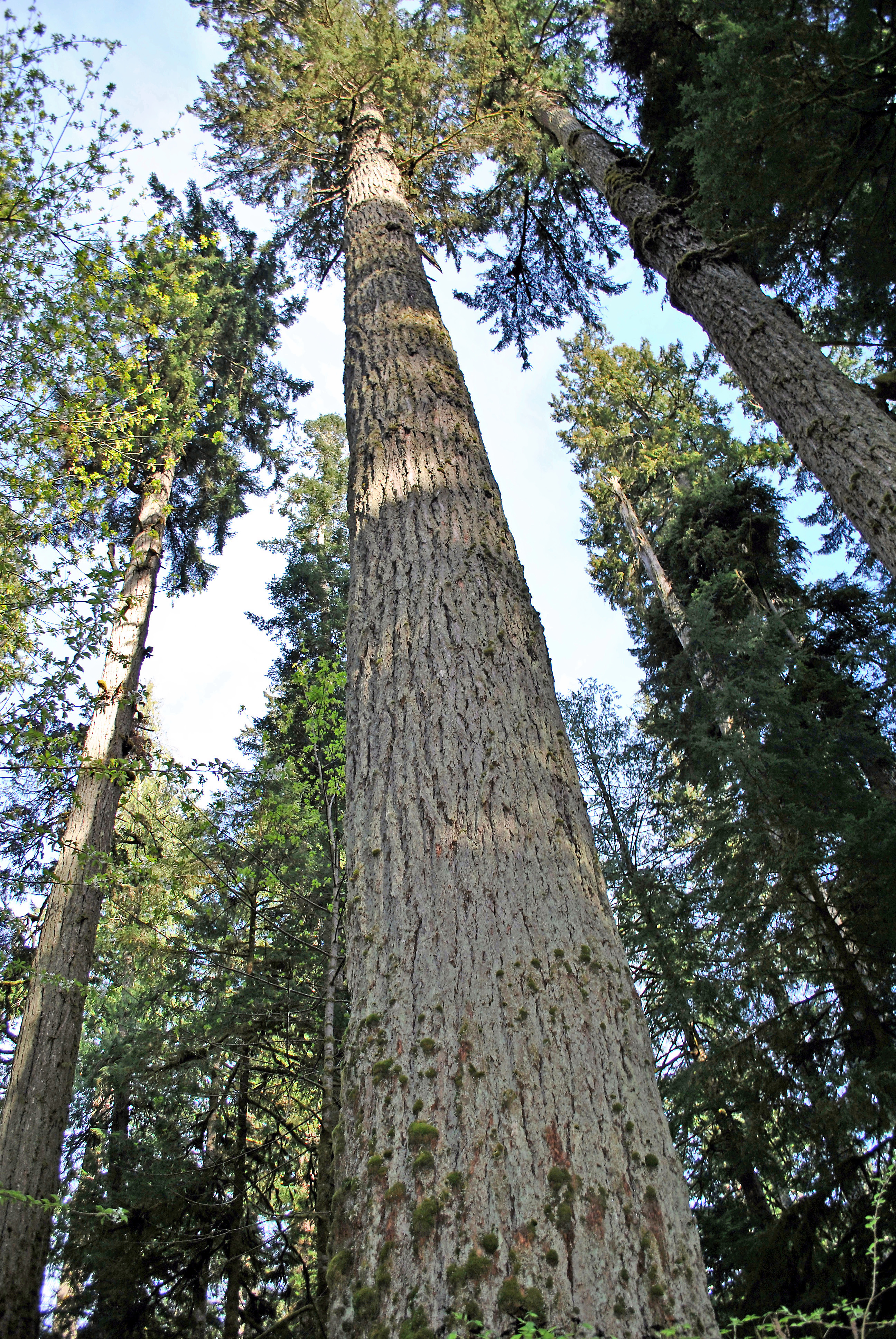
Tronc et écorce d'un vieux douglas de l'île de Vancouver, Canada.
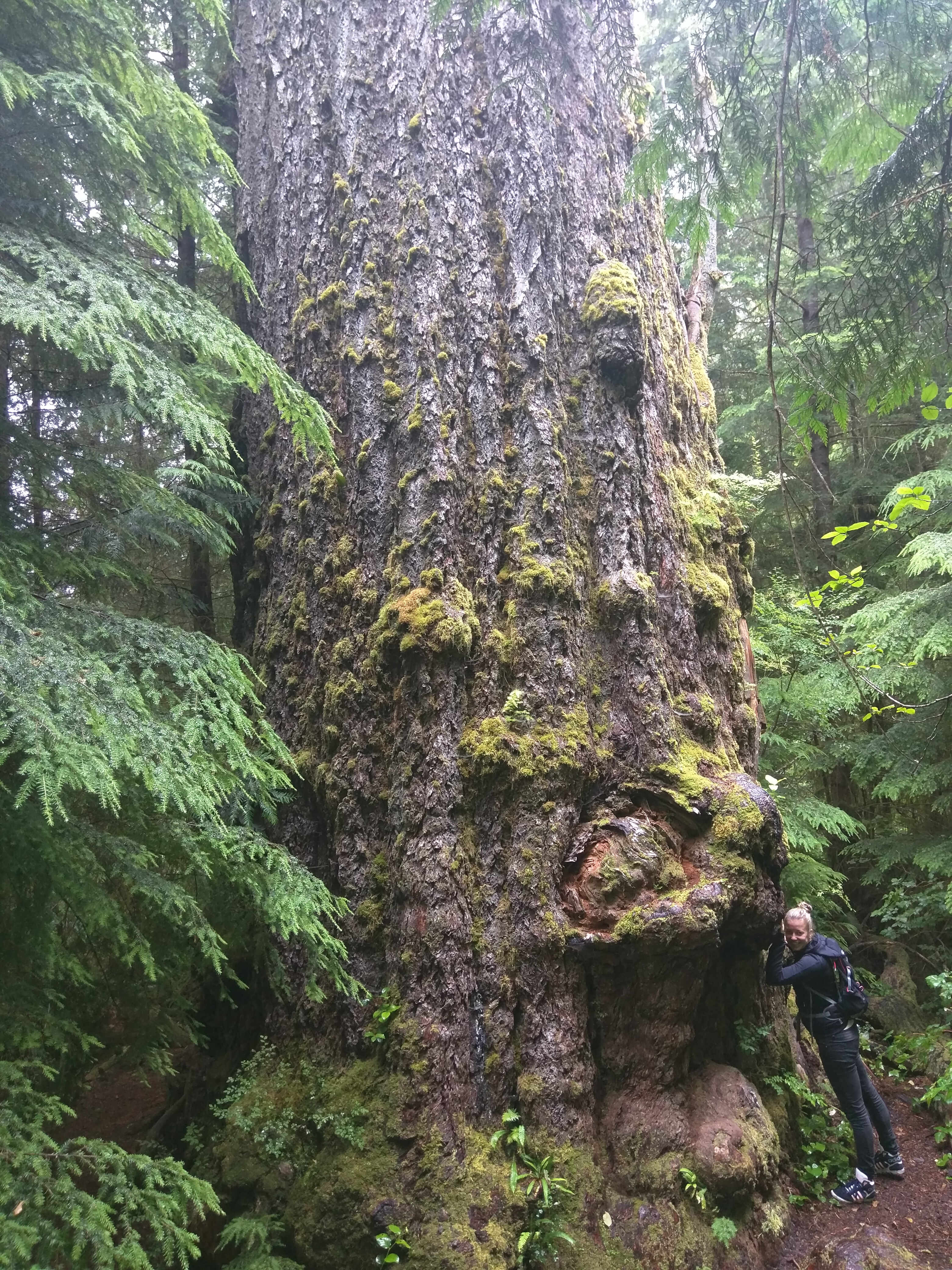
Le Red Creeck Fir sur l'île de Vancouver, Canada, le douglas le plus volumineux.
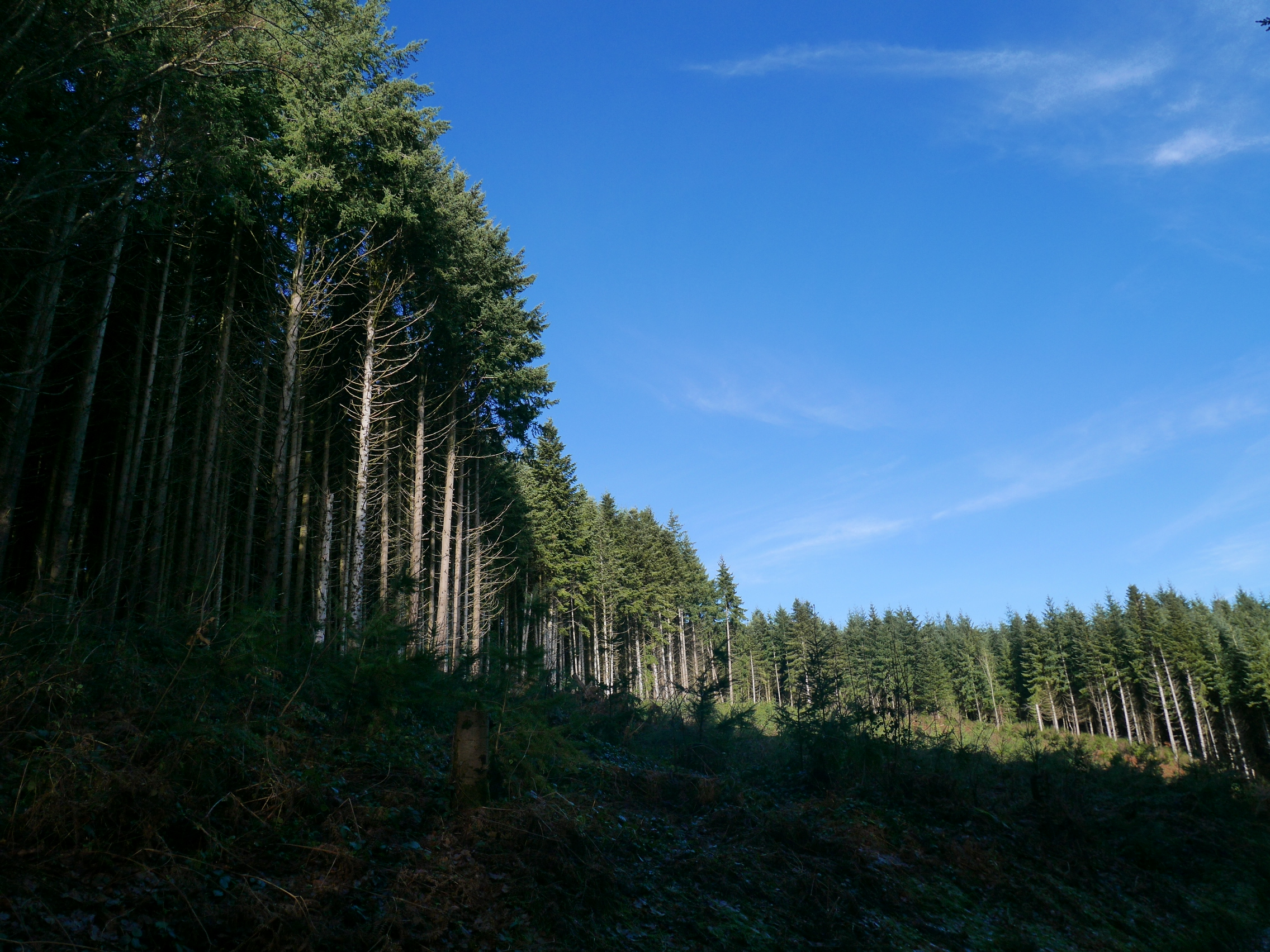
Plantation encore jeune et dense de douglas dans le Beaujolais, France.
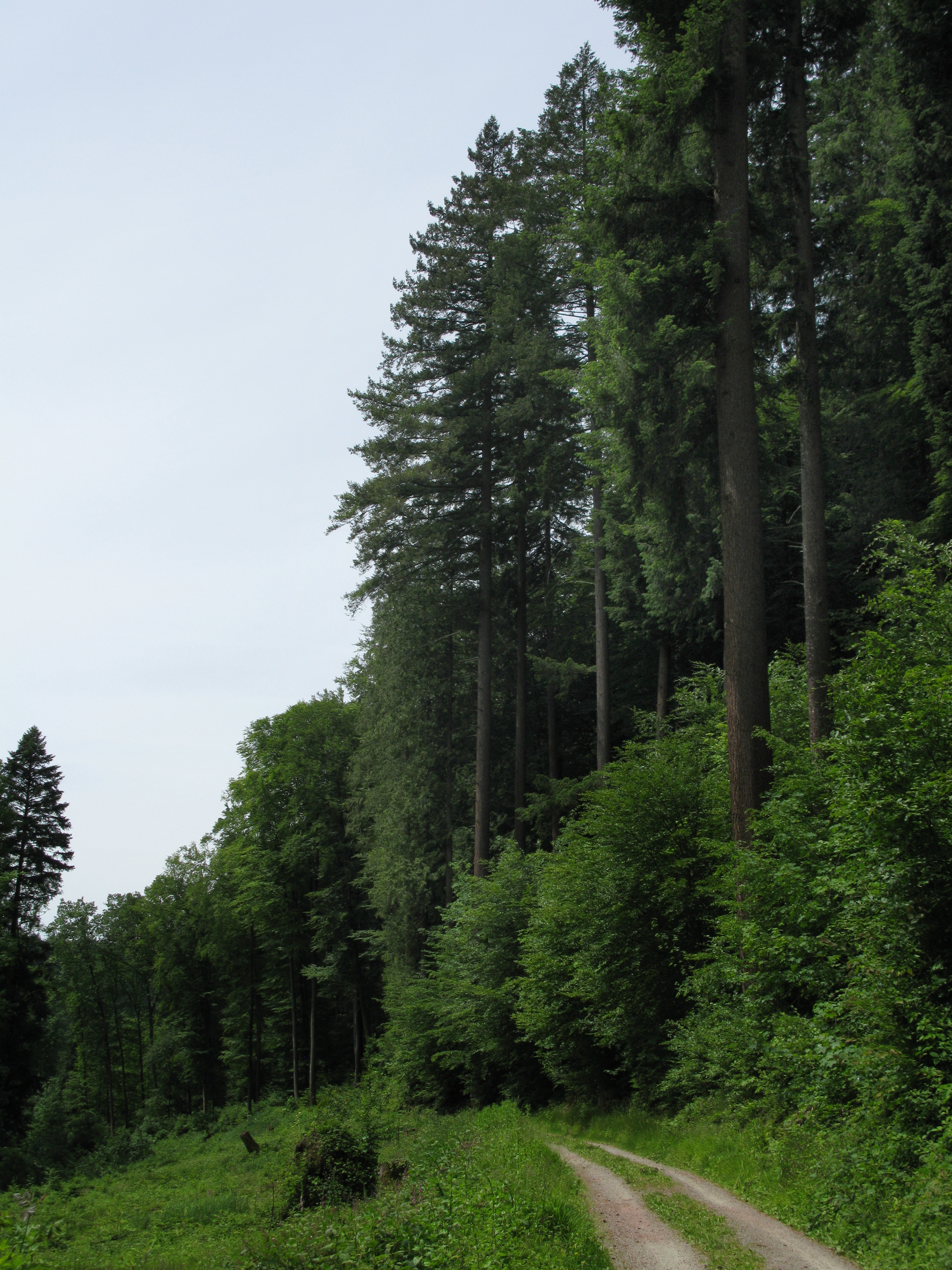
Groupes de douglas d'une plantation plus ancienne dans la Forêt-Noire en Allemagne.
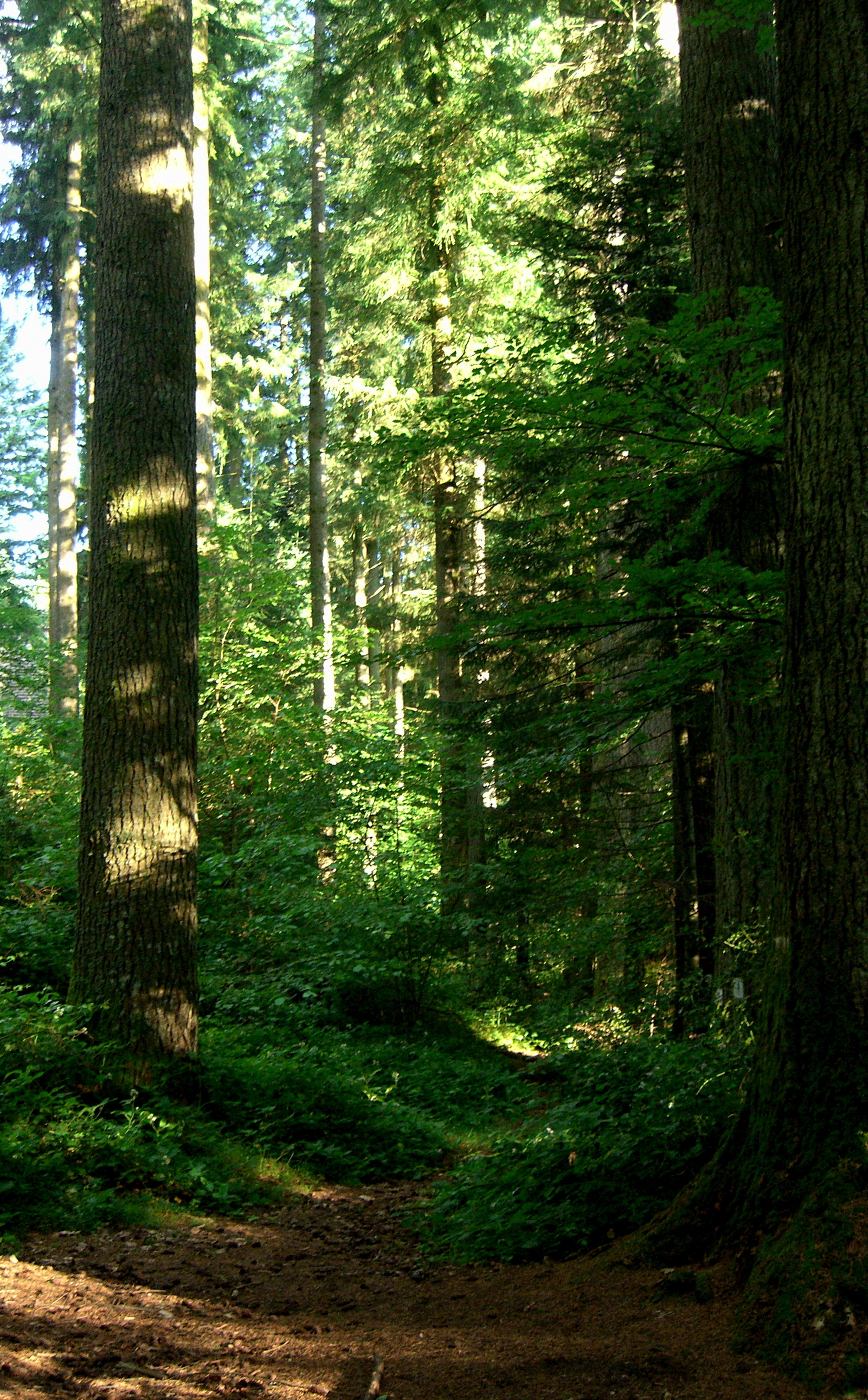
Douglas plantés à la fin du XIXe siècle en Corrèze, France.
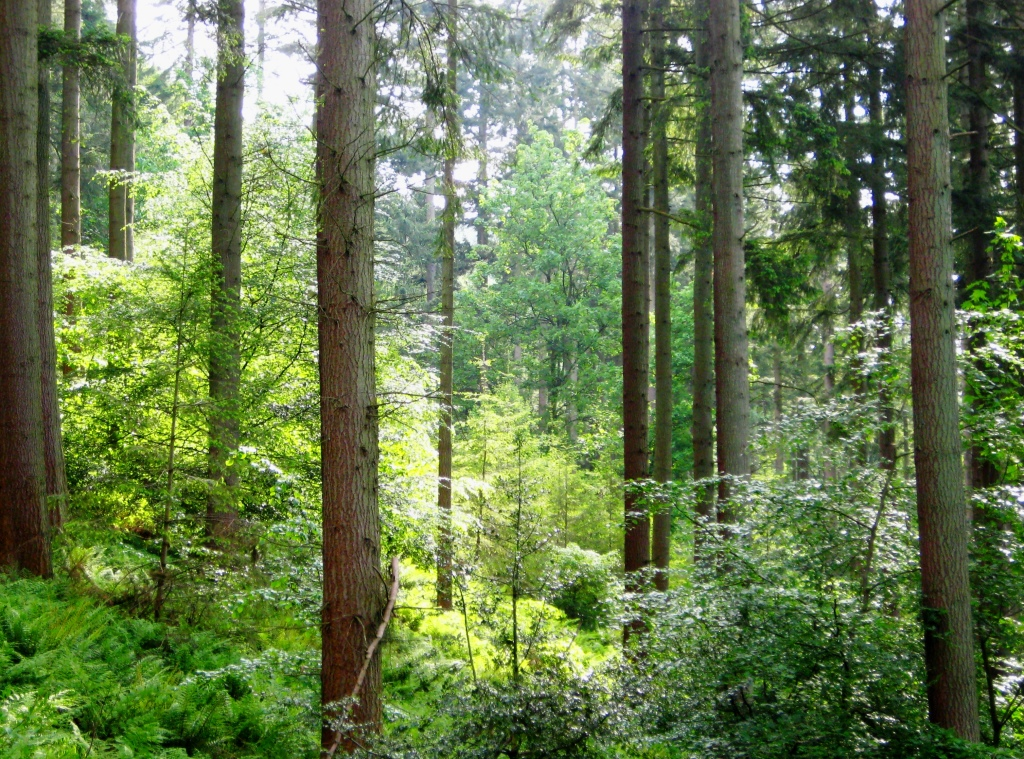
Forêt de douglas âgée de 85 ans au Lake District en Angleterre, en cours de diversification spontanée par mélange avec des espèces autochtones.
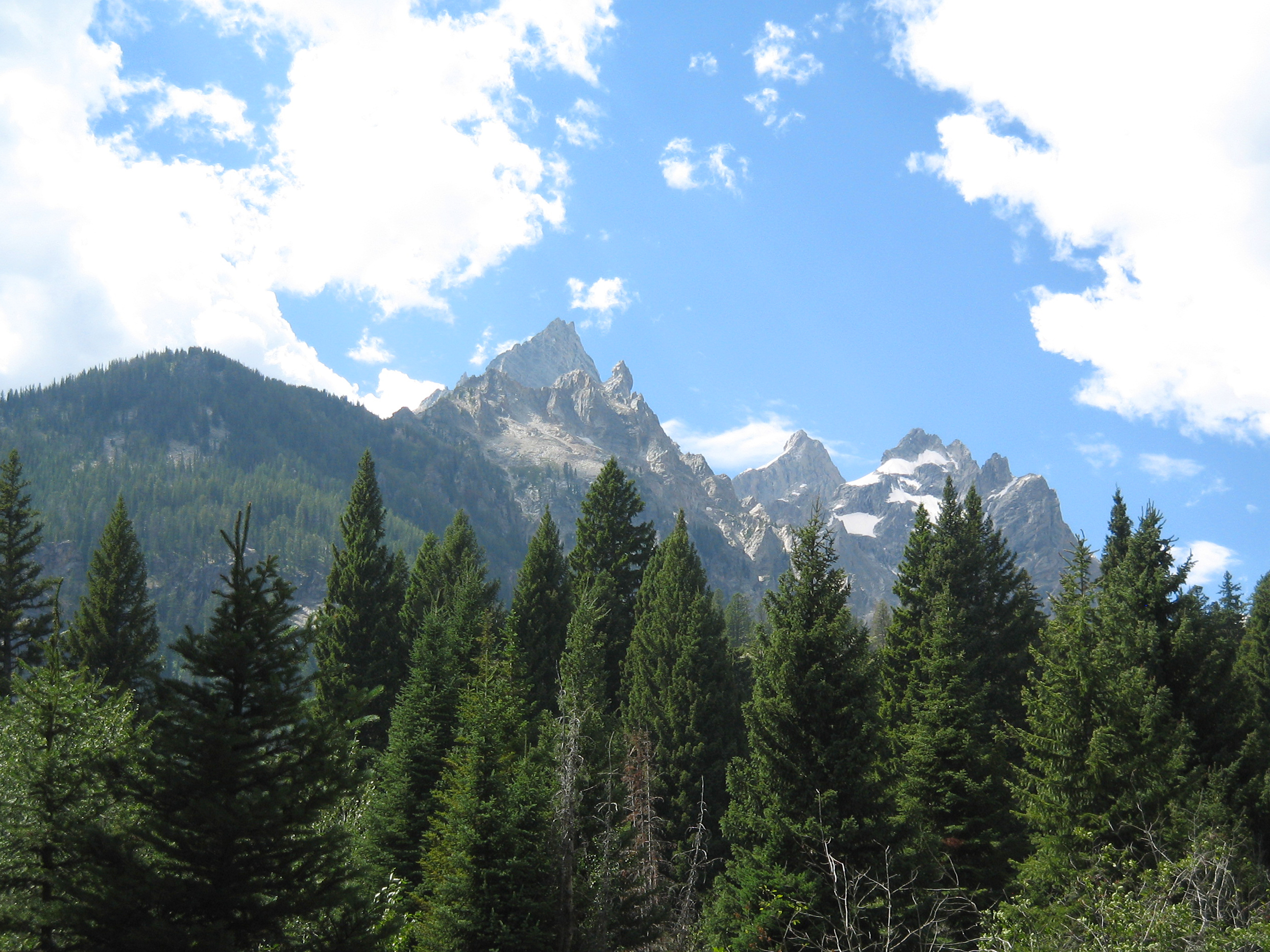
Forêt dominée par le douglas (var. glauca) au parc national de Grand Teton, Wyoming.
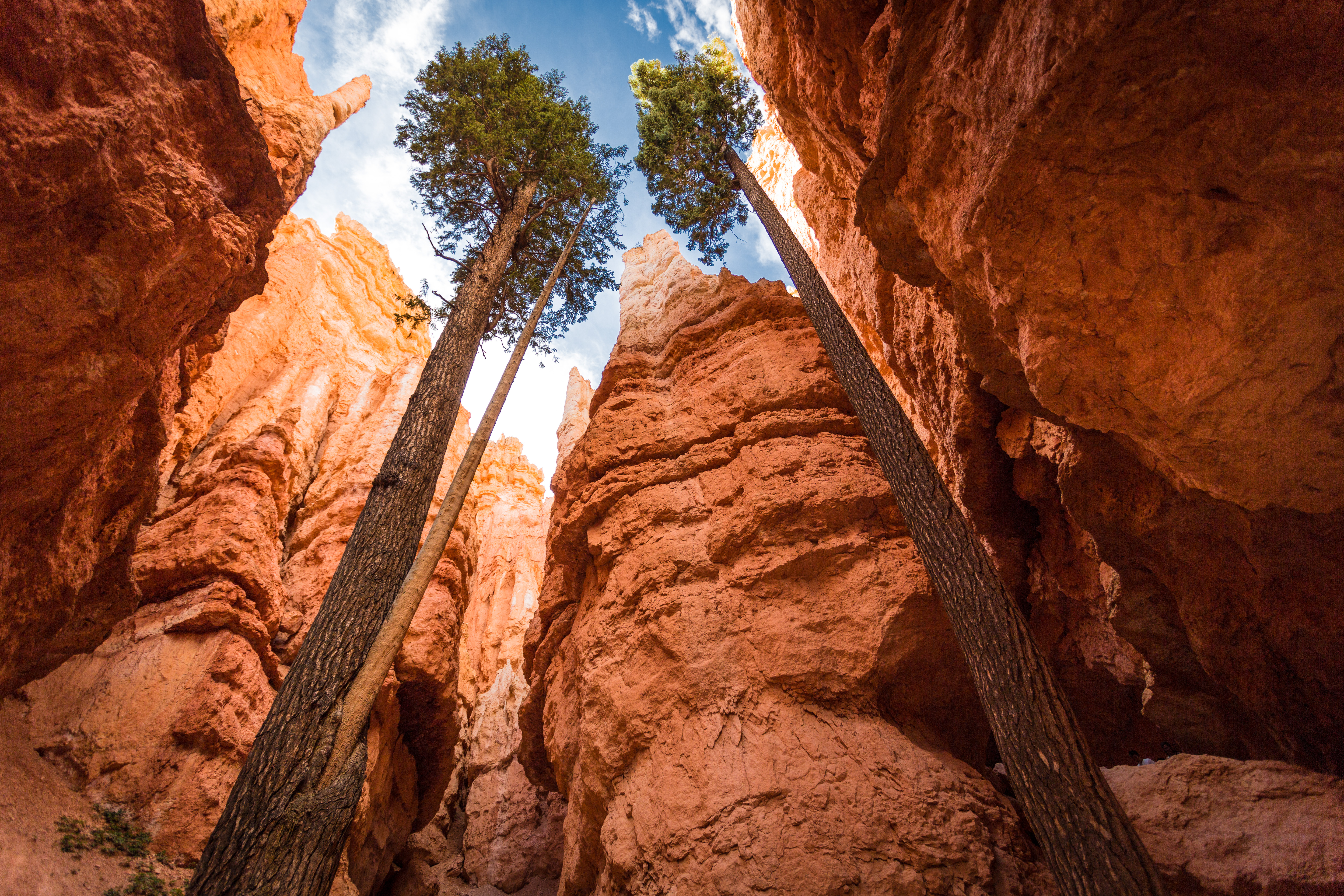
Douglas (var. glauca) à Bryce Canyon, Utah.

### Les feuilles

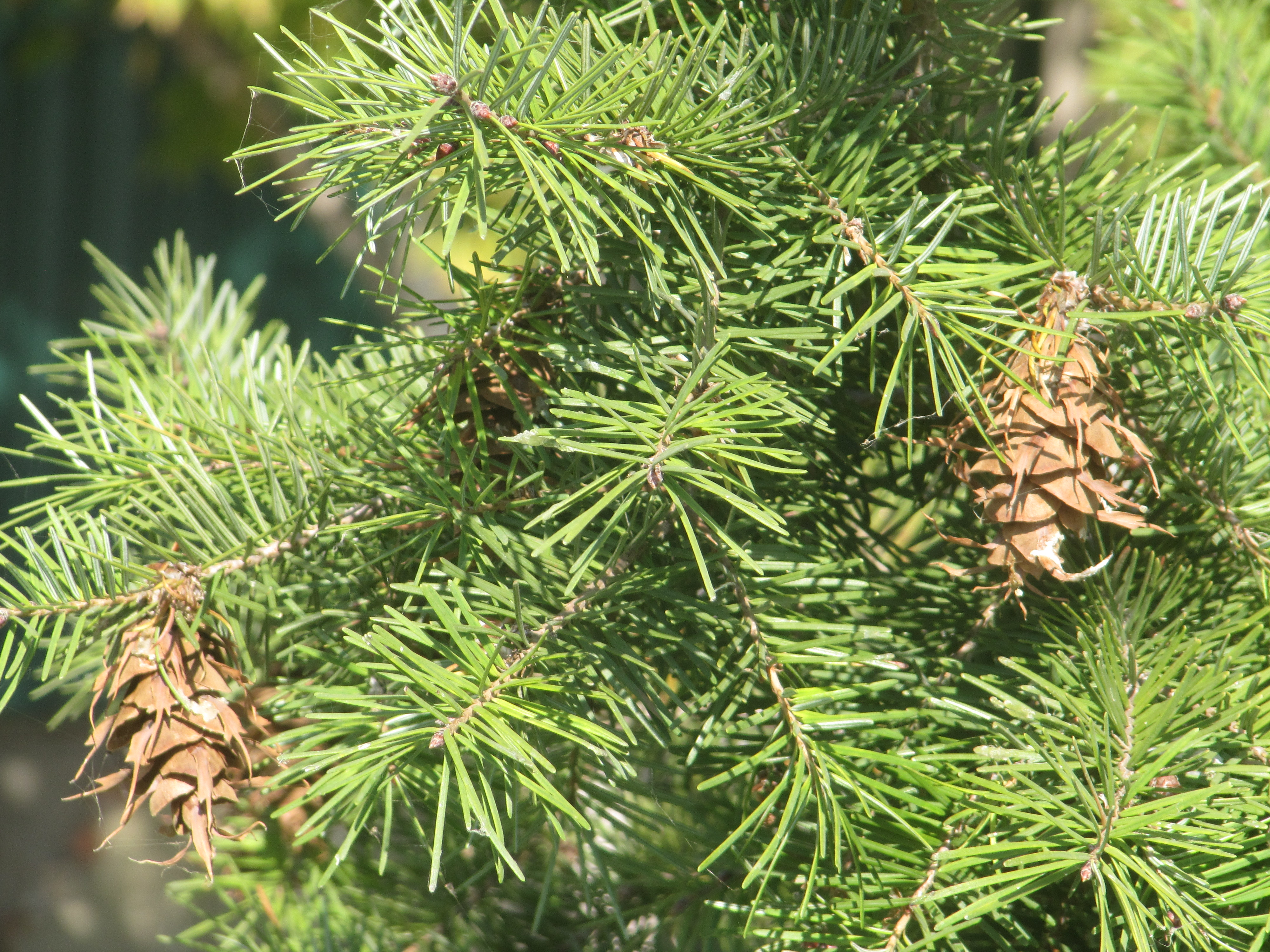
Aiguilles et cônes de la variété menziesii.

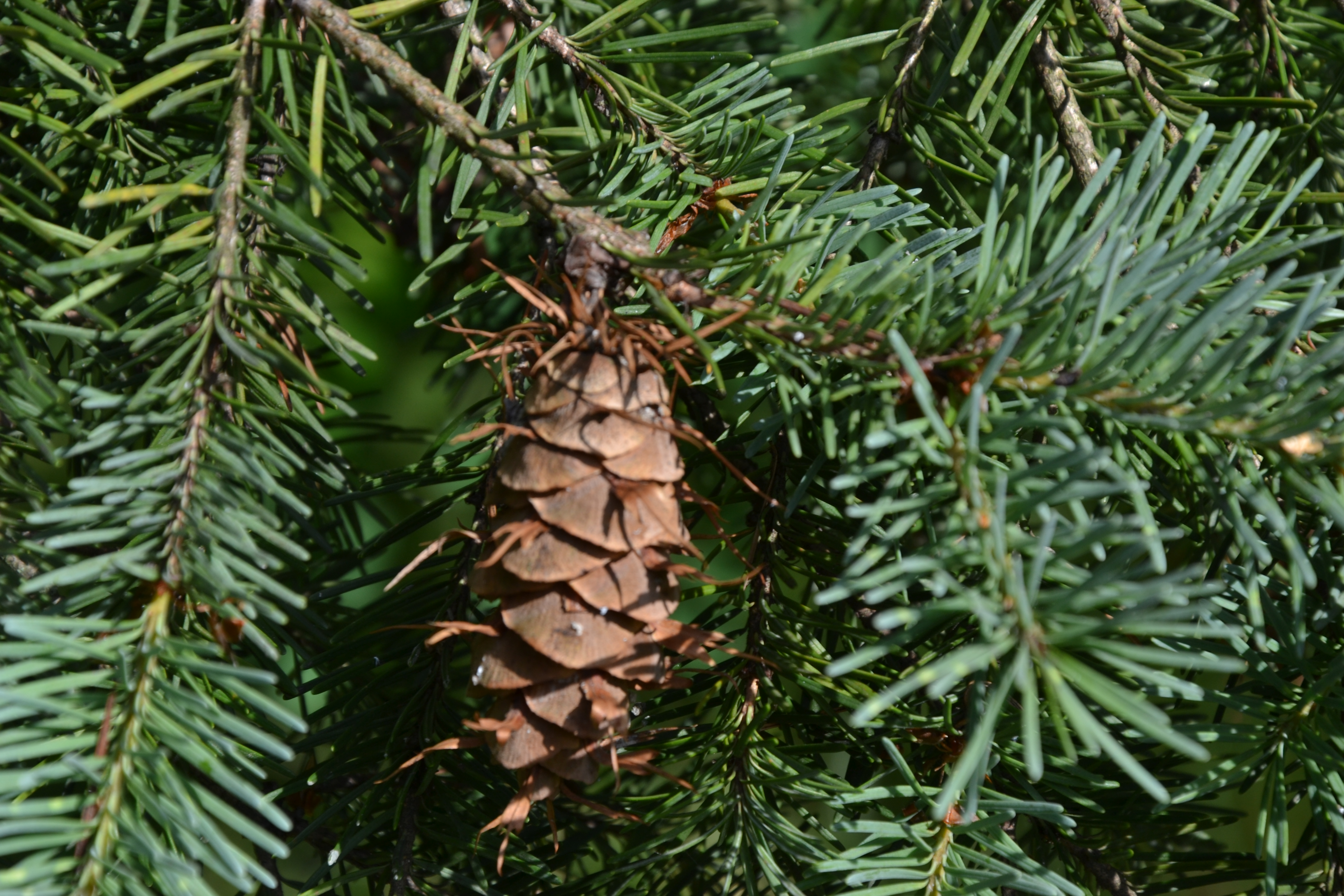
Aiguilles et cône de la variété glauca.

Les feuilles sont des aiguilles, de 1,5 à 3 cm de long, minces, molles, souples, arquées, pointues, et rétrécies à la base, sans bandes blanches marquées au dos. Elles sont insérées sur un coussinet tout autour des rameaux des branches basses ou sur deux rangées, en brosse, sur les rameaux fertiles. Les aiguilles sont de couleur vert foncé sur le dessus et parcourues par deux bandes vert clair de stomates sur le dessous. Les feuilles ont une durée de vie de cinq à six ans. Elles dégagent, quand on les froisse une odeur de fruit de la passion, avec des nuances d'agrumes et de résine (ou de citronnelle, le gout de résine est désagréable), parfum dû à une huile essentielle renfermant du limonène (comme l'essence de citron) qui pourrait constituer un système de défense des arbres contre les herbivores (effet répulsif ou toxique de ce monoterpène contre les larves et les insectes, action fongistatique sur leur microbiote intestinal, réduction de l'oviposition, attraction de parasitoïdes ou de prédateurs de ces insectes).

### Les cônes
Le douglas est monoïque, c'est-à-dire que chaque pied produit des fleurs mâles et des fleurs femelles différenciées. Les cônes apparaissent en avril-mai. Ils sont mûrs en octobre de la même année. Ils pendent et mesurent de 5 à 10 cm. Leur particularité réside dans la présence de bractées trifides (à trois pointes) saillantes, appliquées sur les écailles du cône.

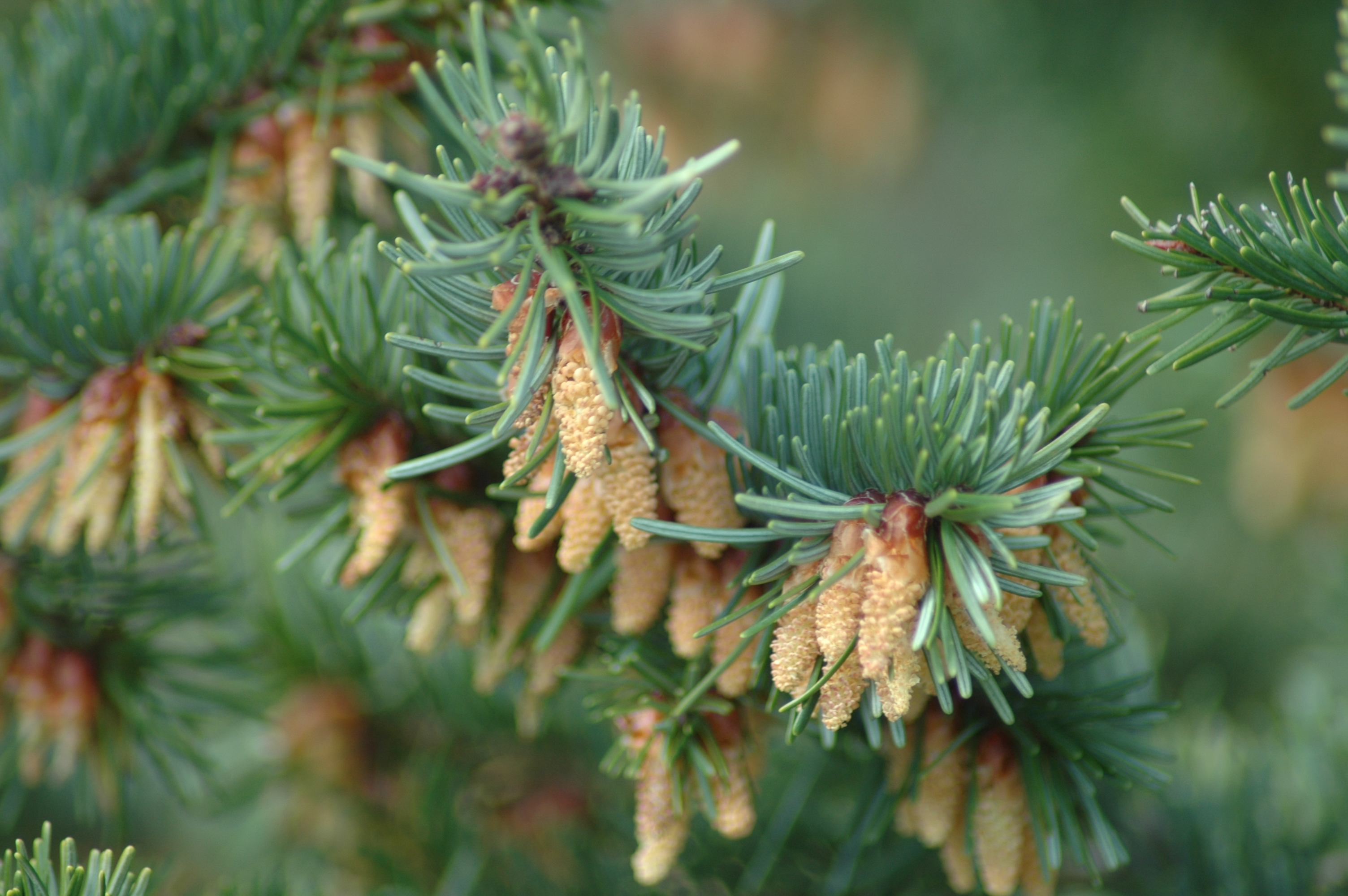
Cônes mâles en floraison.
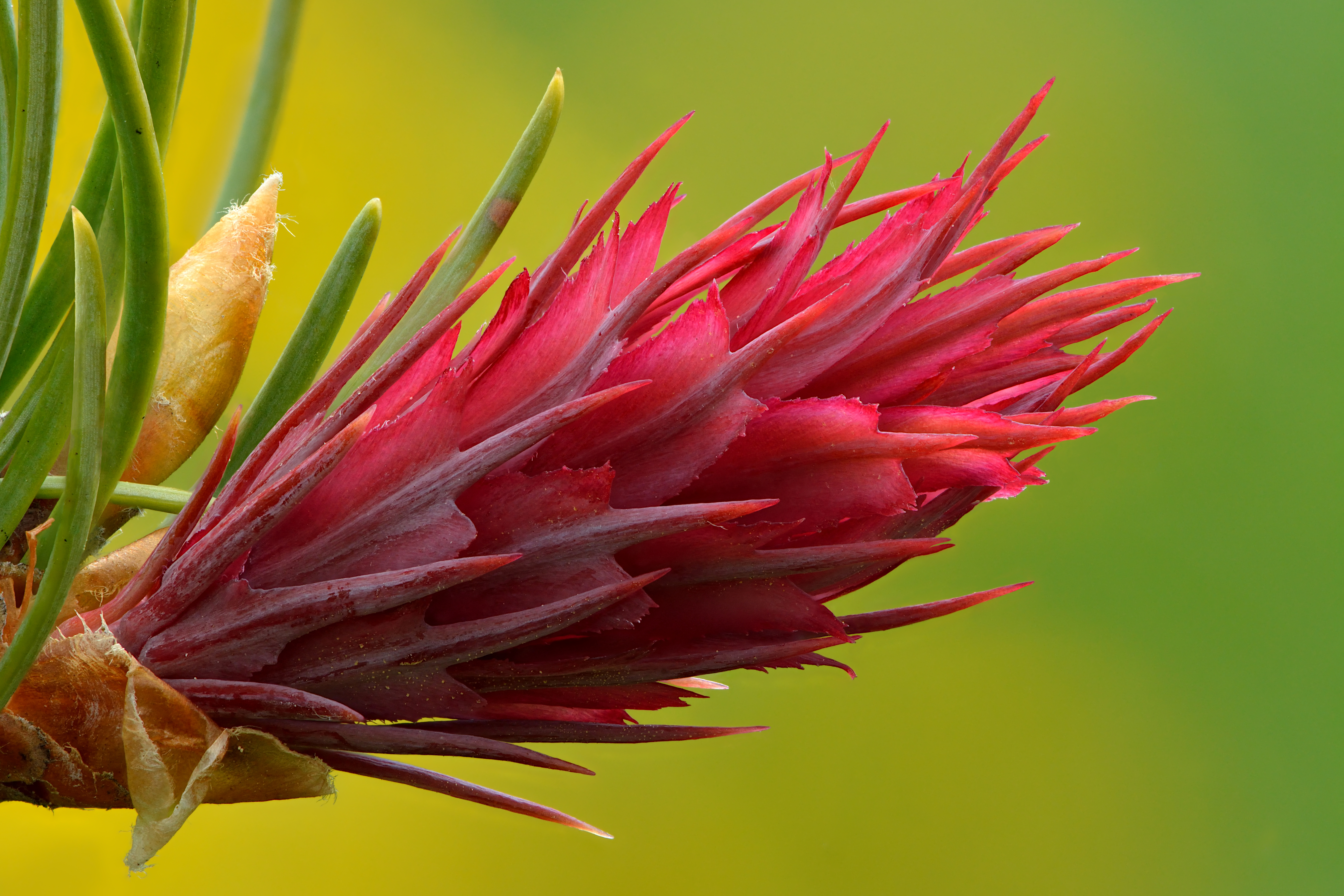
Cône femelle en floraison.
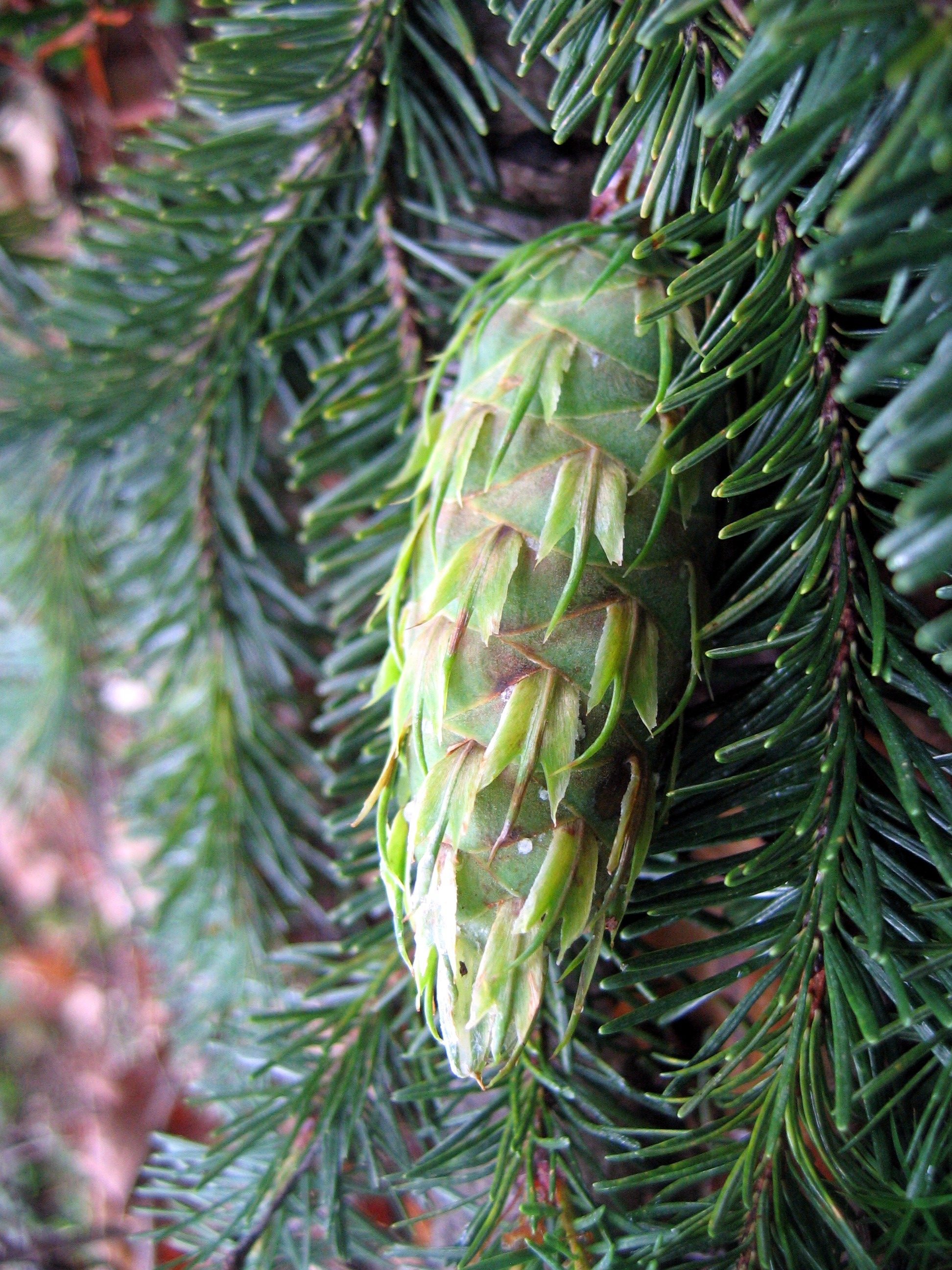
Cône en formation.
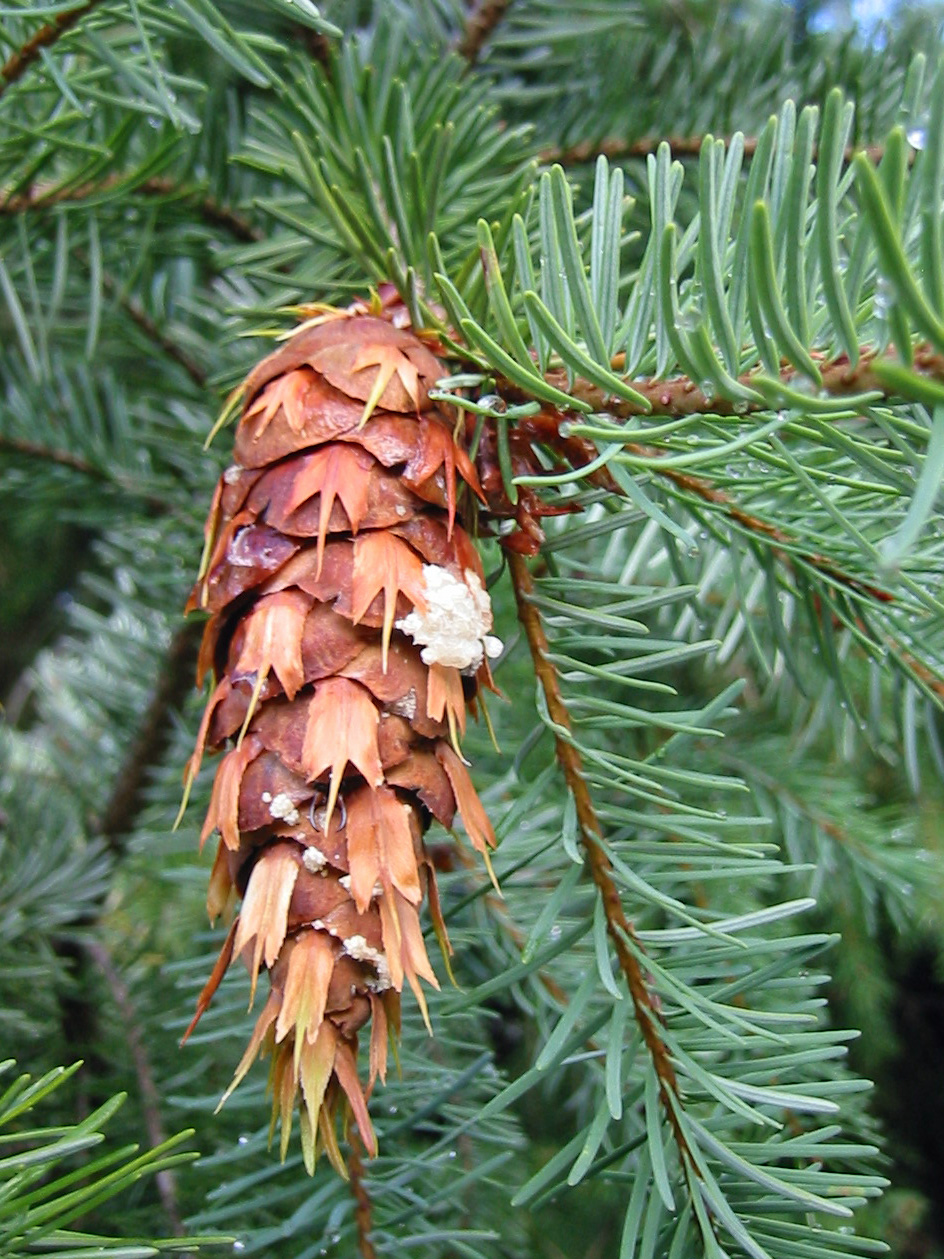
Cône fructifié.
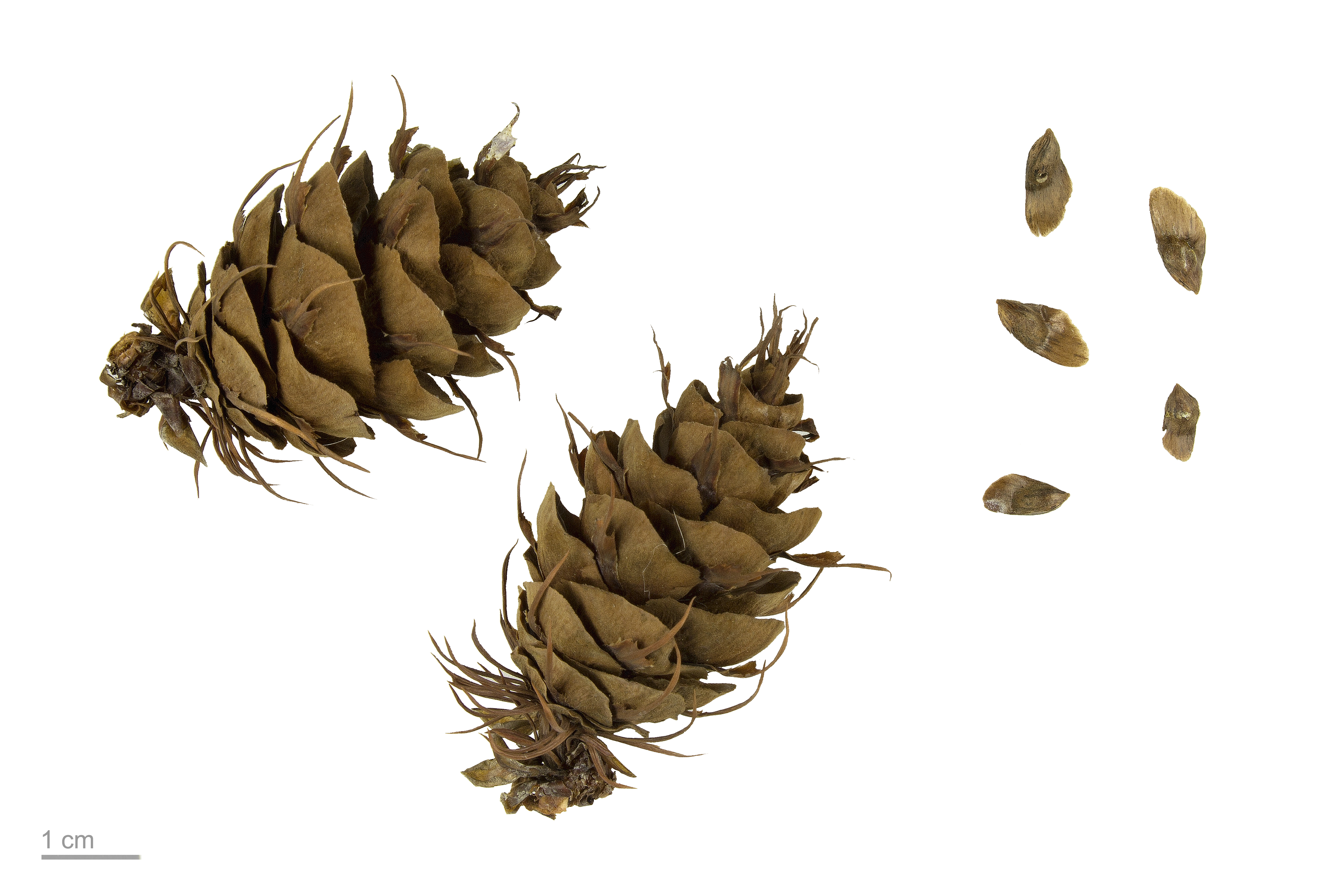
Cônes donnant leurs graines.
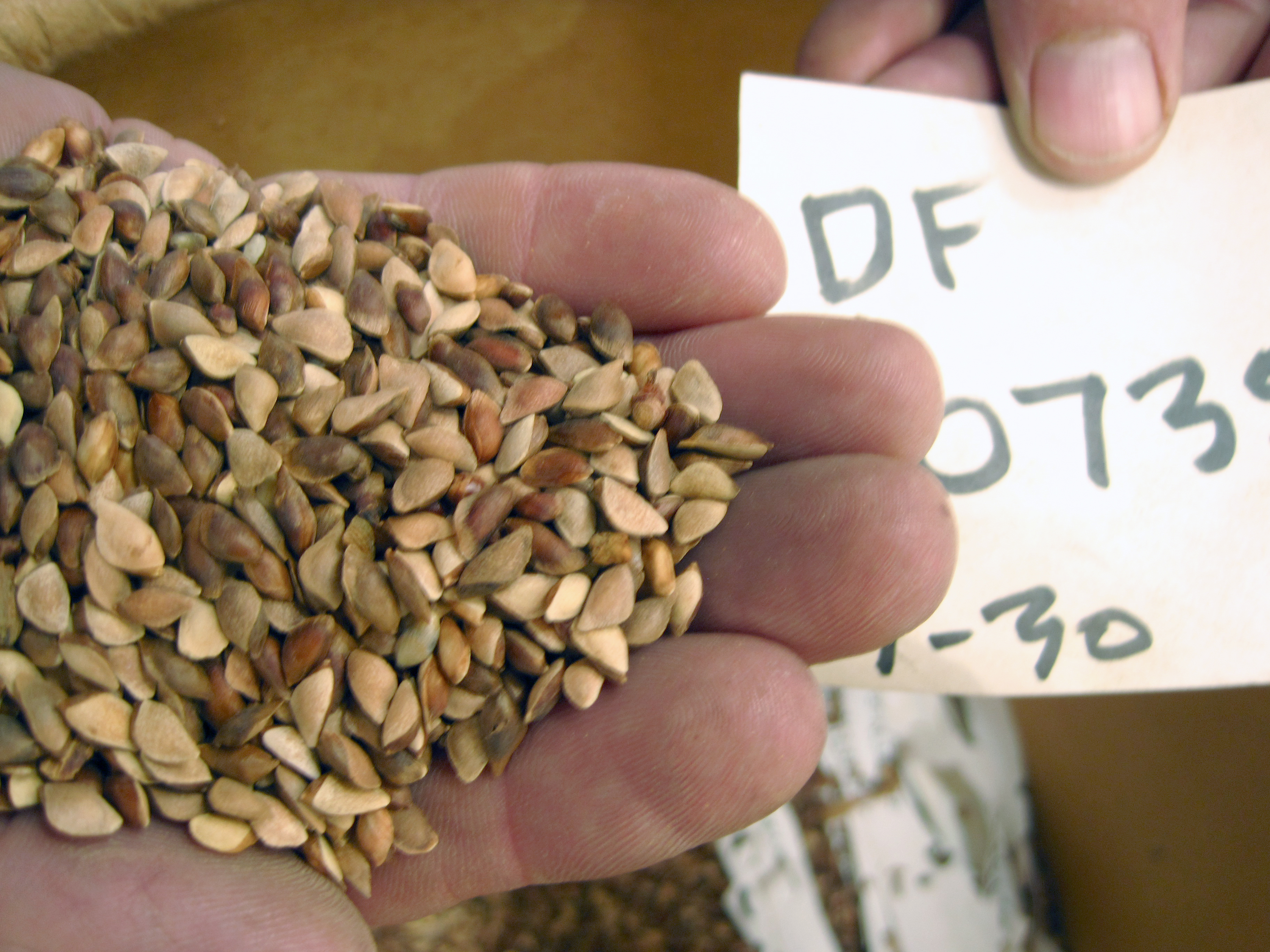
Graines.

### Le bois

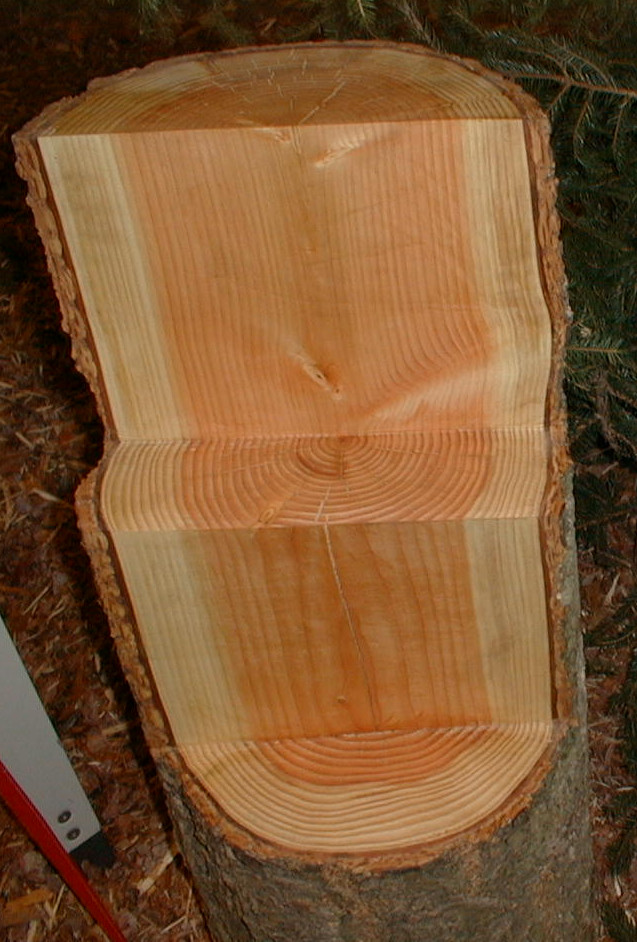
Bois de douglas.

Le duramen du douglas est de couleur brun rosé tandis que l'aubier est de couleur jaune brun clair. Le bois est à fil droit, avec des cernes larges (du fait de sa croissance rapide) , une texture forte (grande proportion de bois final). Au sein d'un même cerne annuel, il existe une hétérogénéité de couleur et de structure, due au diamètre différent des vaisseaux du bois, entre le bois initial (bois de printemps), le bois intermédiaire et le bois final (bois d'été). Les canaux résinifères normaux ne sont pas toujours bien visibles. La présence de petits canaux résinifères localisés provoque une odeur résineuse prononcée quand le bois est fraîchement coupé, et s'estompe quand le bois sèche.
En plus des grandes dimensions et de la bonne régularité des tiges, le bois de cœur du douglas est plus solide et résistant que la moyenne des résineux courants utilisés en Amérique du Nord et en Europe. Ses propriétés mécaniques en font un bois assez comparable aux mélèzes (auxquels il est d'ailleurs apparenté phylogénétiquement), supérieur à la majorité des pins (mais comparable au pin du Nord), et bien supérieur aux sapins et aux épicéas. Ces propriétés en font un bois particulièrement approprié pour des utilisations en structure.
Le duramen présente une bonne durabilité face aux attaques des insectes de bois sec. Il est moyennement à faiblement durable face aux attaques de champignons (en cas d'humidification prolongée du bois) et sensible aux termites. Ceci permet de l'utiliser sans traitement en classe 3 : utilisable à l'extérieur, mais hors contact avec le sol. Il n'est pas imprégnable et ne peut donc pas être traité. L'aubier non durable est moyennement à peu imprégnable.

## Autécologie et habitat
Le douglas est plutôt une essence héliophile, il supporte un léger abri dans son jeune âge mais préfère une bonne exposition. En plantation, où l'on utilise principalement la variété menziesii originaire de la côte du Pacifique, on considère qu'il a besoin d'au moins 700 mm d'eau par an, avec un optimum se situant entre 800 et 1 200 mm. La pluviosité peut être beaucoup plus élevée dans certaines parties de son aire d'origine. Il peut supporter des sécheresses estivales temporaires d'intensité moyenne, grâce à un système racinaire traçant bien développé et grâce au maintien des fonctions physiologiques jusqu'à un potentiel hydrique très bas. En revanche, il est très sensible aux sécheresses exceptionnelles. Il supporte aussi les grands froids hivernaux. Il peut donc être planté aussi bien sous climat océanique que continental atténué et il tolère également une influence méditerranéenne modérée. En Europe il se développe généralement bien sous les climats où le hêtre se développe bien, mais il monte moins haut en altitude. Dans son aire d'origine en Amérique du Nord il pousse à diverses altitudes en fonction du climat local : du niveau de la mer à 1 200 m d'altitude au nord, et plutôt entre 750 et 1 800 m au sud dans la Sierra Nevada. En France les forêts plantées prospèrent le mieux entre 300 et 800 m d'altitude, mais on les trouve aussi en plaine dans la moitié nord où elles se développent bien si les pluviosité est élevée, et ponctuellement jusqu'à 1 400 m au sud.
Il est calcifuge et se plaît dans les sols légèrement acides (pouvant aller de neutre à très acide). Il a besoin d'un sol profond et léger, bien drainé et assez frais. Il est sensible à l'hydromorphie (pseudogley proche de la surface) et tolère mal les sols superficiels et secs (surtout en présence de calcaire), ainsi que les sols argileux trop compacts.
La variété glauca se trouve dans des habitats et sous des climats variés, notamment dans des régions plus froides avec une pluviosité souvent plus faible, allant parfois à la limite de la semi-aridité, mais dans ce cas les peuplements sont peu productifs. Cette variété peut monter jusqu'à 3 200 m dans la partie la plus méridionale de son aire.

## Impact écologique

### Espèce invasive

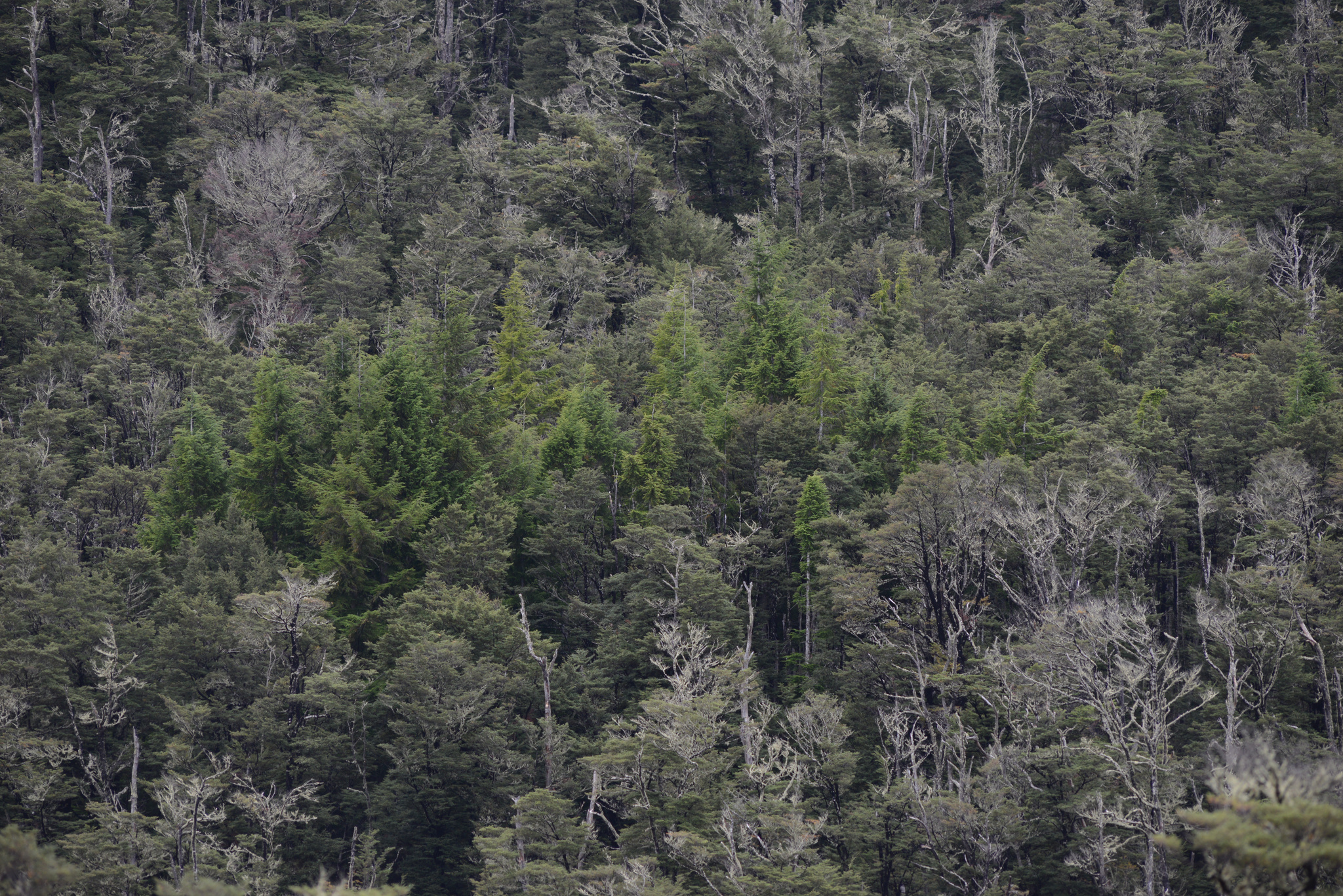
Douglas naturalisés dans le en Nouvelle-Zélande.

Le douglas s'est parfaitement naturalisé dans de nombreuses régions du monde où il a été introduit au point d'être considéré comme invasif en Nouvelle-Zélande, en Argentine et au Chili. En Europe, il est considéré comme une espèce sous surveillance en Allemagne, en Autriche, en Bulgarie et en Grande-Bretagne. Son impact est à relativiser car il n'est généralement pas aussi grave que ceux d'autres espèces d'arbres exotiques comme Ailanthus altissima, Prunus serotina et Robinia pseudoacacia. En revanche, l'introduction d'organismes exotiques associés au douglas dans son aire d'origine peut être plus problématique que l'introduction du douglas lui-même, en cas de saut d'hôte affectant d'autres espèces d'arbres indigènes,.

### Acidification des sols
La litière du douglas favorise une forte activité biologique du sol et se décompose facilement, ce qui produit un humus doux. Cet humus est non dégradant et peu acidifiant pour le sol, contrairement à la litière d'autres conifères comme l'épicéa et le pin sylvestre et de certains feuillus comme le hêtre.
Cependant le douglas favorise une nitrification rapide de la matière organique qui, dans le cas où il est planté sur des sols préalablement très pauvres et acides, produit un excédant de nitrates, car la végétation (dont le douglas) ne peut les absorber assez rapidement. Ces nitrates non recyclés provoquent une acidification du sol et se lient avec l'aluminium naturellement présent dans le sol pour former du nitrate d'aluminium, qui est ensuite lessivé. En conséquences, la perte de fertilité du sol forestier, l'eutrophisation des eaux et pollution des eaux par l'aluminium. Il ne faut pas confondre cet effet propre au douglas avec le phénomène de podzolisation provoqué par d'autres résineux et dû à une mauvaise décomposition de la matière organique.

### Espèce phare de la sylviculture industrielle
La présence importante du douglas dans les plantations forestières européennes suscite l'émoi du public qui associe cette espèce à la destruction de son environnement. Cependant, la seule à incriminer est la sylviculture industrielle qui le considère comme de « l'or vert », ce qui attise les spéculations. En effet, son mode principal de production est la futaie régulière équienne monospécifique, c'est-à-dire la monoculture d'une unique espèce d'âge et de taille uniques, vulgairement nommée « champs d'arbres ». Elle assure un revenu conséquent du vivant de son propriétaire mais provoque des conséquences néfastes pour les habitants et leur biotope : fermeture et monotonie du paysage, suppression des externalités positives telles que le ramassage de champignons, incapacité pour l'écosystème d'absorber le cycle de production de 40 ans, perte de biodiversité du sol et de la litière en fonges et en arthropodes, appauvrissement en espèces d'insectes et d'oiseaux insectivores, coupes rases et labours profonds provoquant le lessivage des sols et la destruction du vivant ainsi que pollution par les pesticides lors de la plantation. Ce mode de production soutenu par l'État français se fait parfois en rasant des forêts diversifiées, d'autant plus depuis le plan France nation verte lancé en juillet 2024 qui incite la plantation de douglas industrielle dès lors que 30 % de l'existant est mort ou dépérissant,. Selon les écologues Guillaume Decocq, Serge Muller et Thierry Gauquelin, la conséquence directe de ce choix est « une dénaturation et un appauvrissement très sensible des écosystèmes forestiers ».
A contrario, le douglas peut être intégré dans un mode de sylviculture dit de « futaie irrégulière inéquienne plurispécifique » qui privilégie la mixité d’essences —  dont des feuillus — de classes d’âge différentes et repose sur une coupe annuelle de quelques arbres, ce qui assure un revenu régulier à son propriétaire, permet de s'allier au vivant et évite la propagation de maladies et de ravageurs,. La transition de la futaie régulière à la futaie irrégulière s'inscrit avec efficacité dans la gestion forestière en éclaircissant le peuplement pour favoriser la régénération naturelle et la diversification des essences. Mais elle demande à son propriétaire temps et patience. D'ailleurs, les forêts de douglas plantées au XIXe siècle et toujours sur pieds au XXIe siècle se sont progressivement intégrées à leur biotope, à l'image de la douglaseraie des Farges en Corrèze et de l'arboretum Karnieszewice en Tchéquie.

## Herbivorie, parasitisme et maladie

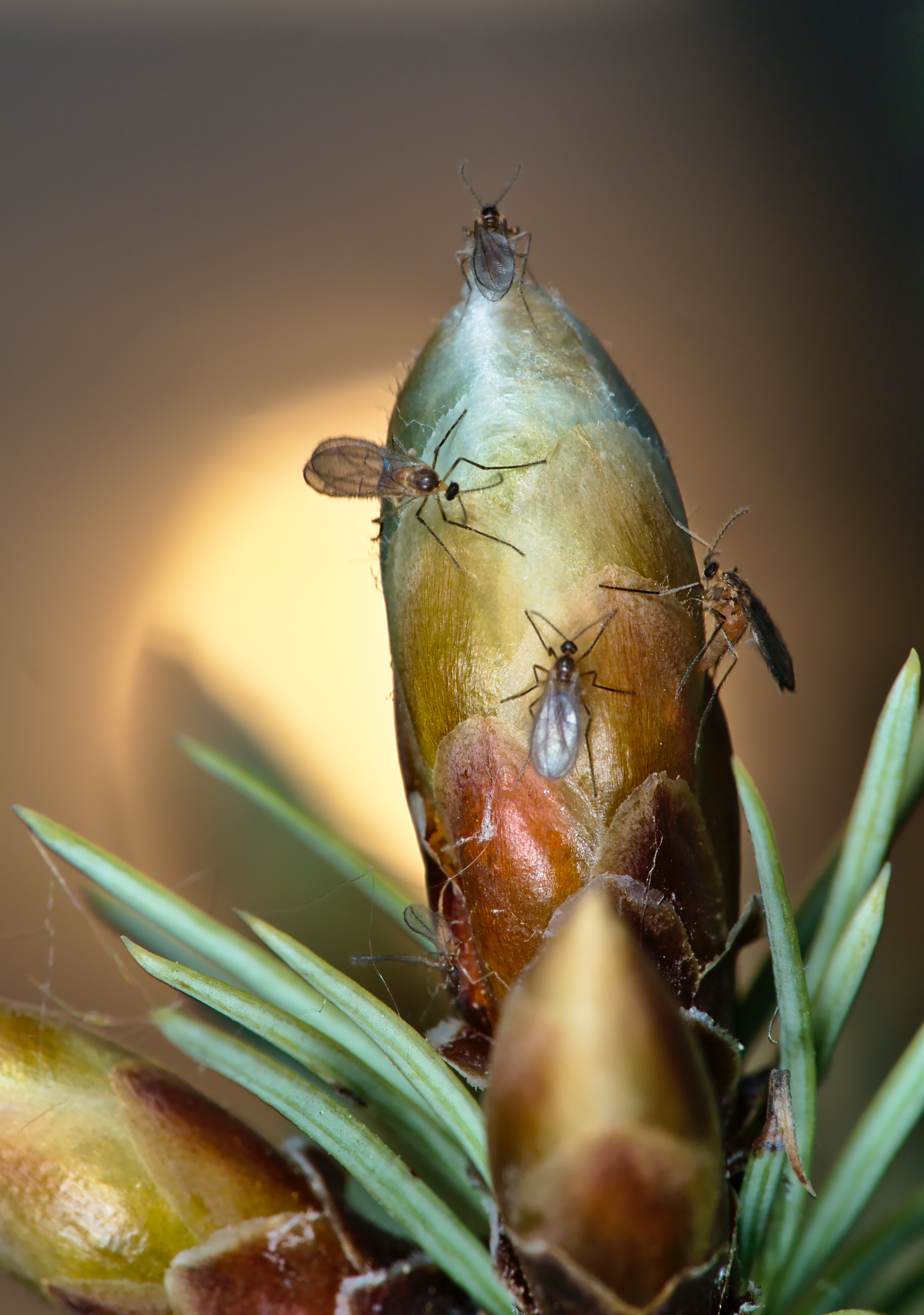
Cécidomyies des aiguilles du douglas pondant dans un bourgeon.

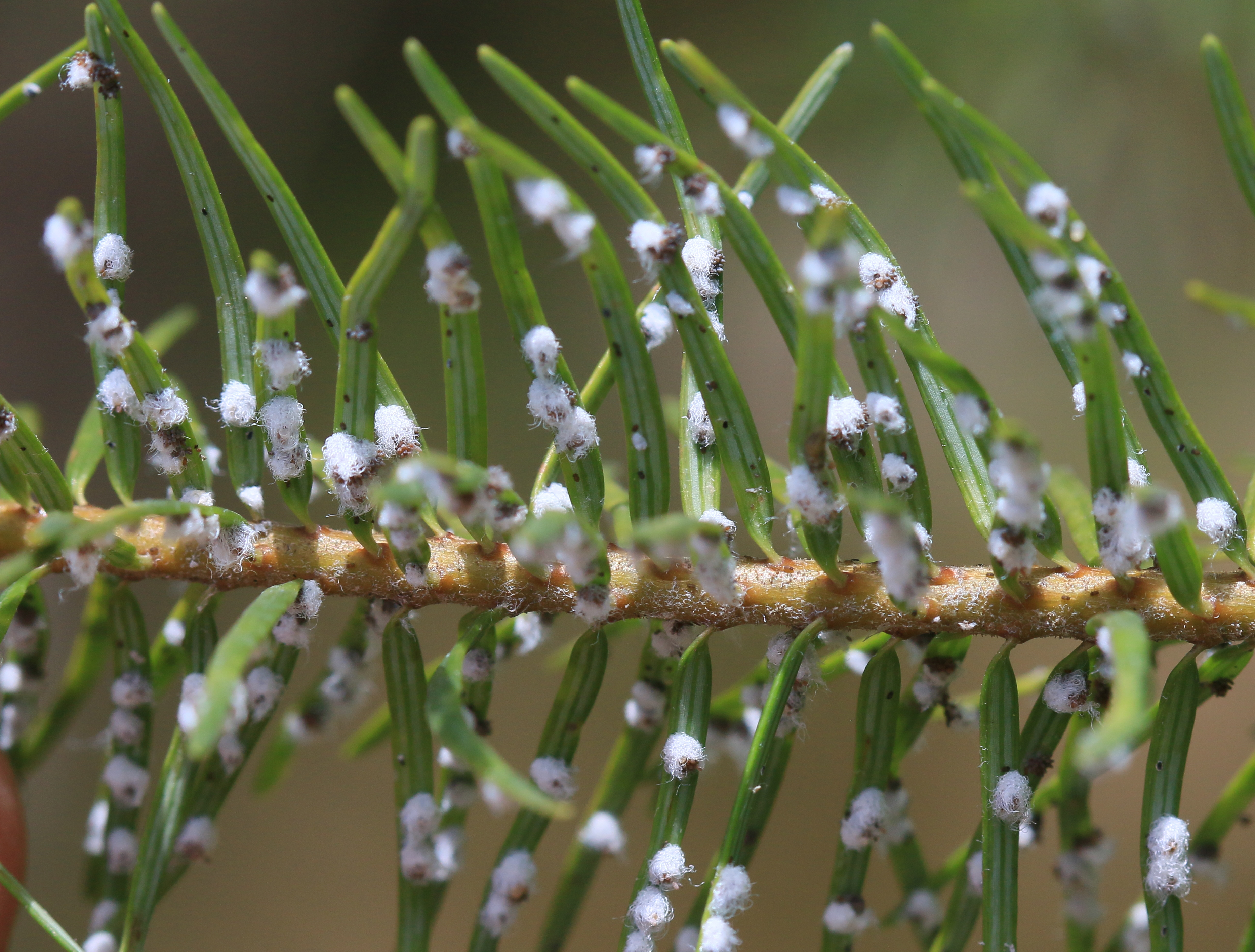
Puceron Adelges cooleyi.

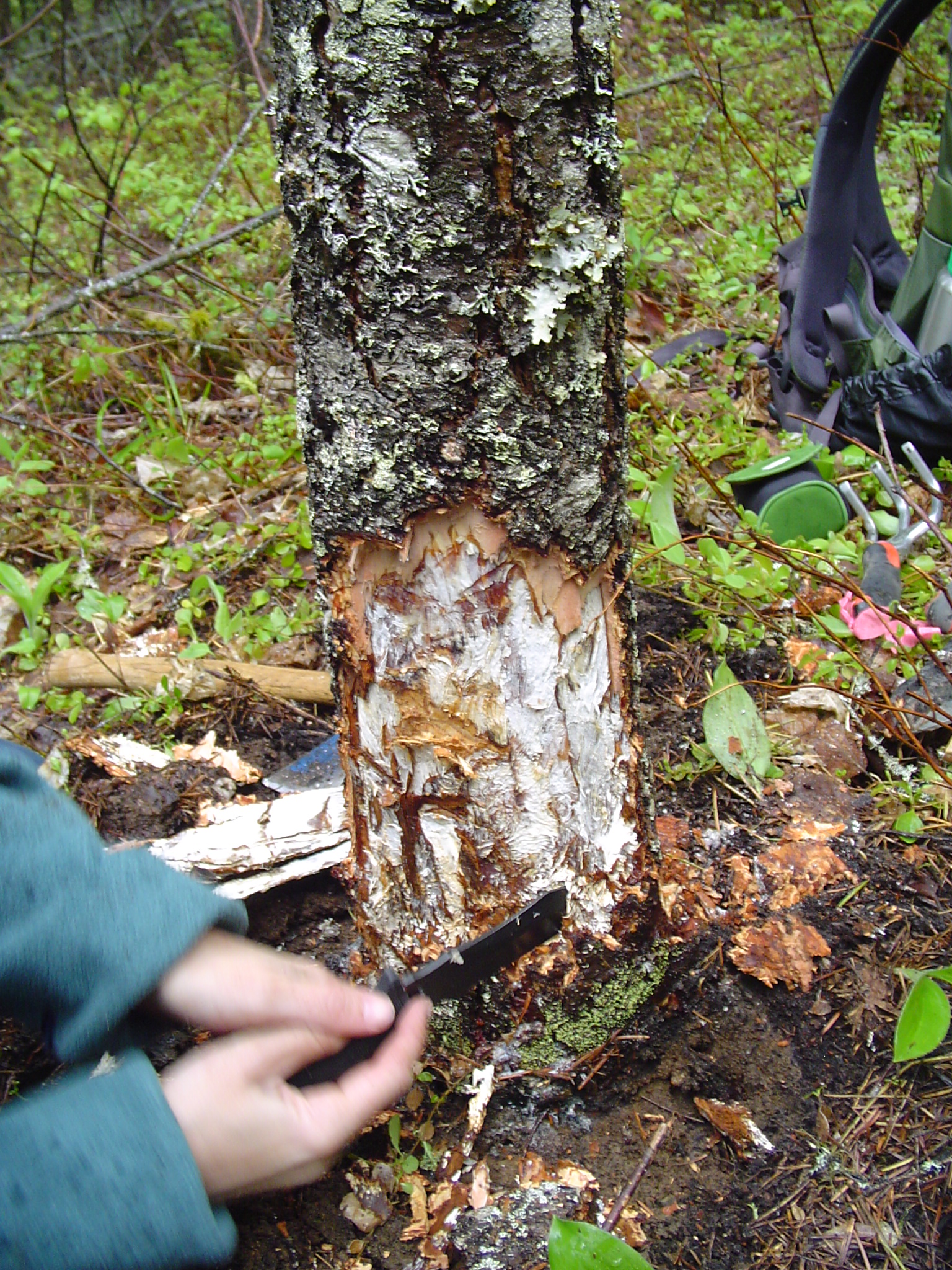
Armillaire à squames foncées causant la pourriture des racines.

Les facteurs météorologiques, édaphiques et hydrologiques sont très importants car ils sont les précurseurs à l'entrée des parasites et maladies. Ainsi, les sols argileux, calcaires ou limoneux, l'eau stagnante, les changements de taux d'humidité atmosphériques et le gel affaiblissent considérablement les peuplements. De plus, le douglas est particulièrement sensible aux jeunes stades dits du recru et du fourré. Broutis des mammifères sauvages, champignons causant la rouille et insectes ravageurs présentent un potentiel de dommages élevé. Adulte, il devient plus résistant.

### Insectes
Le puceron lanigère Adelges cooleyi (en) provoque le jaunissement et la déformation des aiguilles et peut sérieusement freiner la croissance des arbres lorsqu'ils sont jeunes.
Le Grand charançon du pin fait partie des ravageurs les plus graves affectant les jeunes forêts de conifères en Europe ; le douglas ne fait pas exception et y est très sensible,.
Le Chalcis du sapin Douglas est une espèce d'insecte invasive d’origine américaine, accidentellement introduite en Europe. Sa larve est ravageuse des graines de douglas, et n'affecte donc pas la croissance des arbres et la production de bois. Mais elle diminue significativement les récoltes de graines viables pour les peuplements d’élite ou vergers à graines. En Europe, en 2006, le taux de destruction de semences viables oscillait de 5 à 90 % en France, de 5 à 70 % en Belgique, de 2 à 15 % en Amérique du Nord, et d'environ 100 % en Pologne. Plusieurs hyménoptères parasitent Megastigmus spermotrophus en région wallonne, mais en nombre insuffisant pour le contrôler.
Trois espèces très semblables de Cécidomyies des aiguilles du douglas (Contarinia pseudotsugae, C. cuniculator et C. constricta, formant un complexe d'espèces appelé Contarinia pseudotsugae sensu lato), originaires d'Amérique du Nord, parasitent spécifiquement les aiguilles du douglas et sont donc capables d'affecter la croissance de l'arbre et la production de bois. La Cécidomyie de aiguilles du douglas (sensu lato) a été détectée en Europe à partir de l'année 2015, notamment en Belgique et aux Pays-Bas où elle était déjà bien répandue, puis en Allemagne et en France la même année. Elle est ensuite détectée dans le Beaujolais à partir de 2021. Pour le moment sa présence reste faible en Europe et aucun dégât important n'est à déplorer, mais son abondance devrait augmenter dans les années à venir. Les Cécidomyies des aiguilles du douglas sont parasitées en Amérique du Nord par divers hyménoptères parasitoïdes (des genres Platygaster, Tetrasticus, Tridymus et Torymus) qui les régulent efficacement en empêchant le plus souvent l'apparition de gros dégâts, hormis certaines années de grandes pullulations. En Amérique du Nord ces cécydomies provoquent surtout des dégradations esthétiques aux douglas cultivés pour faire des sapins de Noël, ce qui conduit à l'utilisation de pesticides dans ces cultures. D'autres espèces du même genre se développent dans les cônes du douglas.
Le douglas est relativement épargné par les scolytes, contrairement à l'épicéa, à l'exception notable des stations souffrant de sécheresse.

### Champignons
Le douglas se révèle sensible aux affres de la rouille. La  Rhabdocline du Douglas (en) produit une infection fulgurante létale alors que chez la Rouille suisse du Douglas (en), qui se développe lors des étés humides et sur des peuplements denses où elle peut réduire la production de moitié en faisant tomber les aiguilles en l’espace d’un à trois ans, ce sont des infections secondaires à l'Armillaire à squames foncées ou aux scolytes qui causeront la mort de l'arbre. De même, lorsque des pins porteurs de la maladie des bandes rouges causée par Dothistroma se trouvent à proximité, il peut également être infecté par ce champignon.
Les jeunes plants ayant subit une sécheresse peuvent être affectés par Phacidium coniferarum qui cause le phomopsis du douglas dont les symptômes sont une flèche rougissante. Sirococcus conigenus attaque les jeunes rameaux des jeunes plants en dégarnissant leurs aiguilles. La sensibilité des jeunes à la pourriture des racines est forte, notamment celles causées par l'Armillaire à squames foncées, le Phéole de Schweinitz (en) et le Polypore du pin.

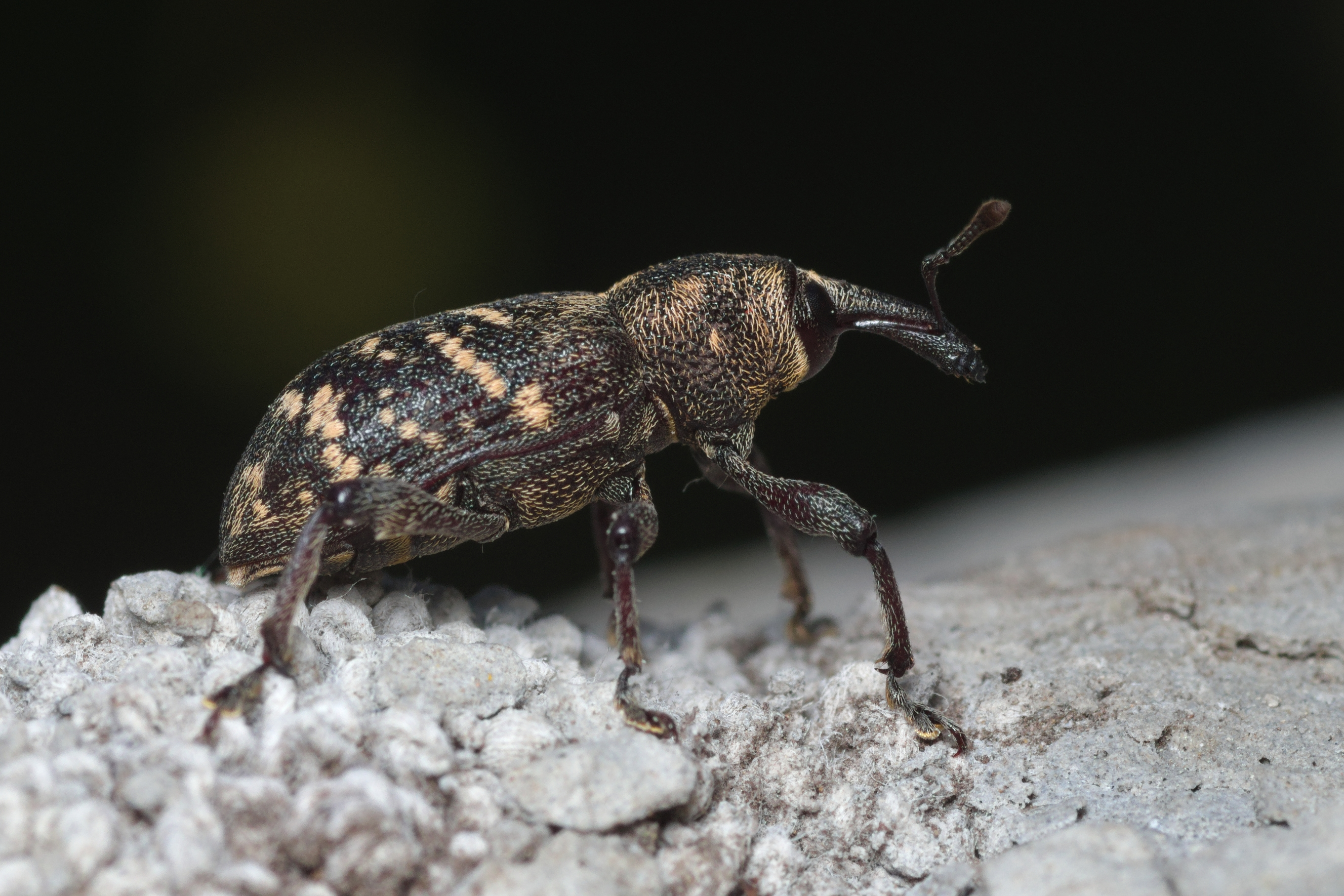
Grand charançon du pin.
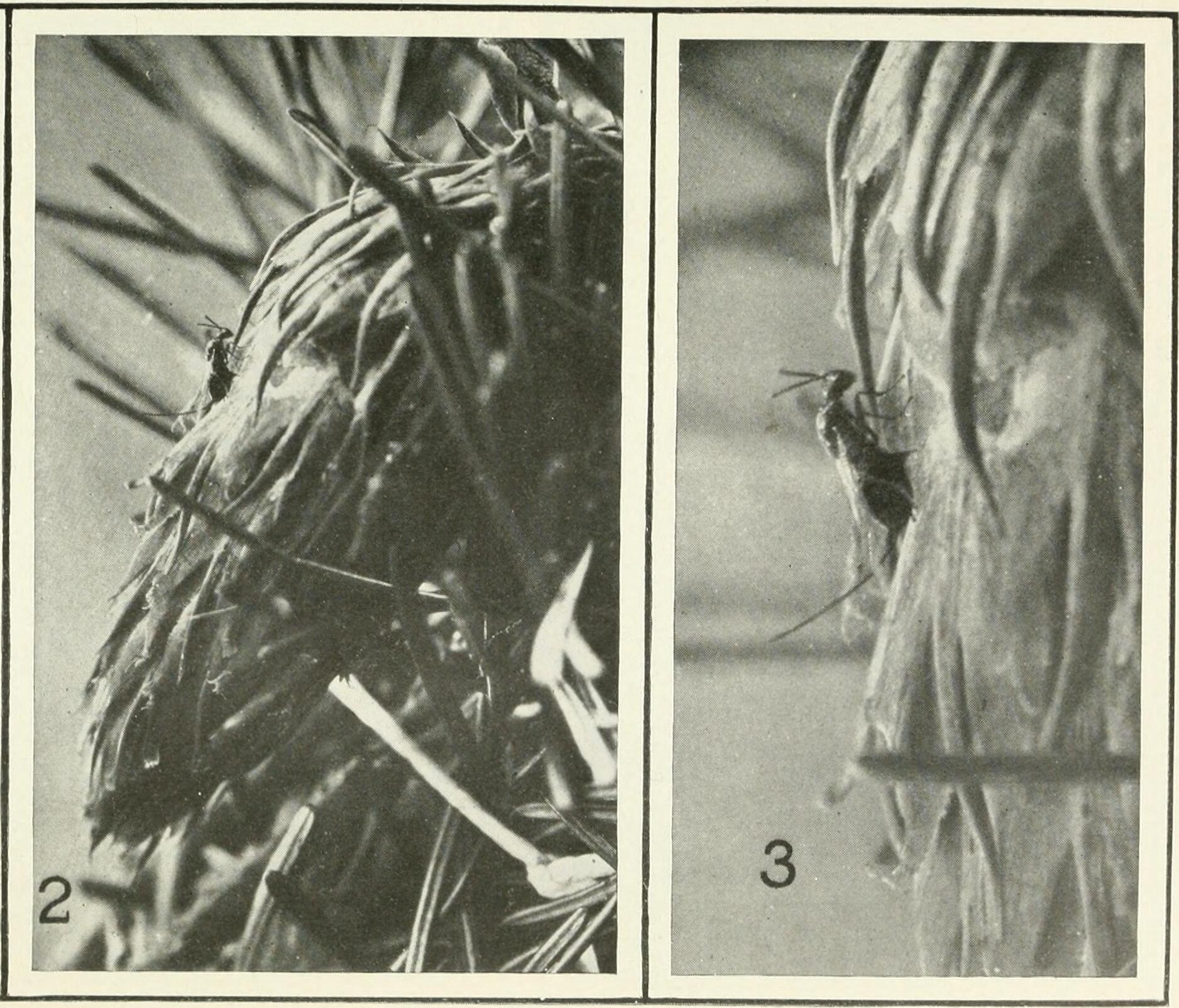
Chalcis du sapin Douglas pondant dans un cône.
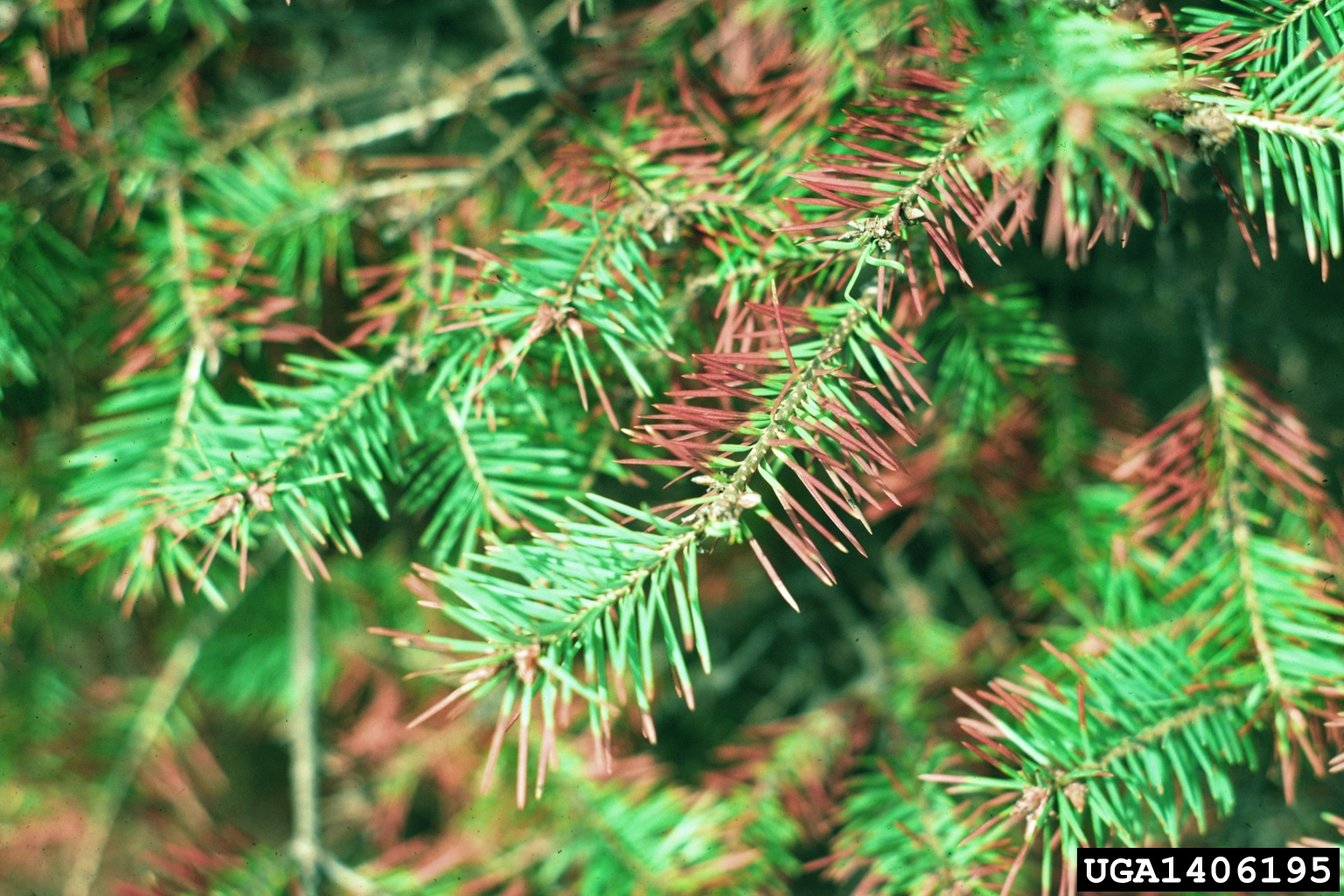
Rougissements causés par la Rouille suisse du Douglas (en).
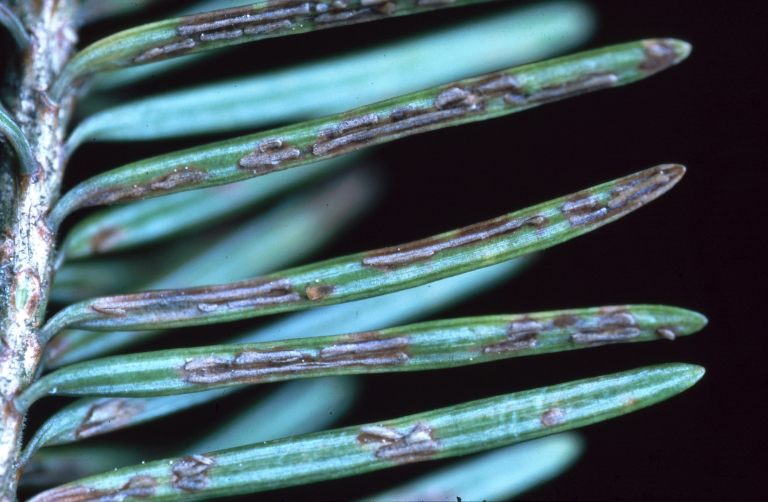
Symptômes de la Rhabdocline du Douglas (en).
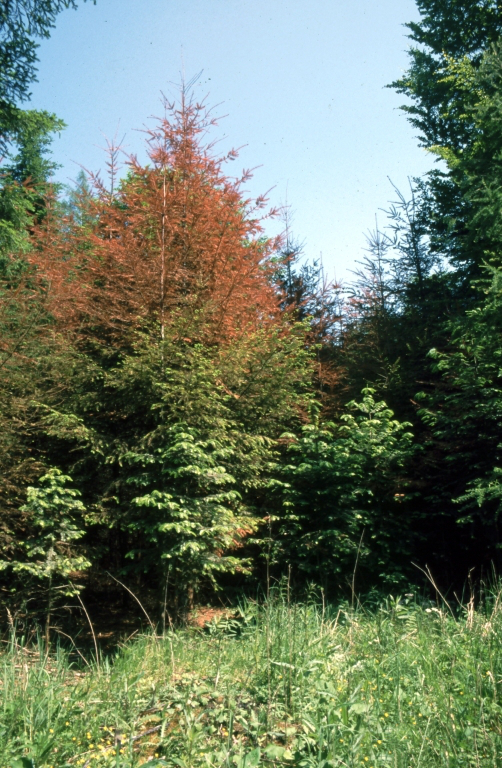
Phacidium coniferarum.
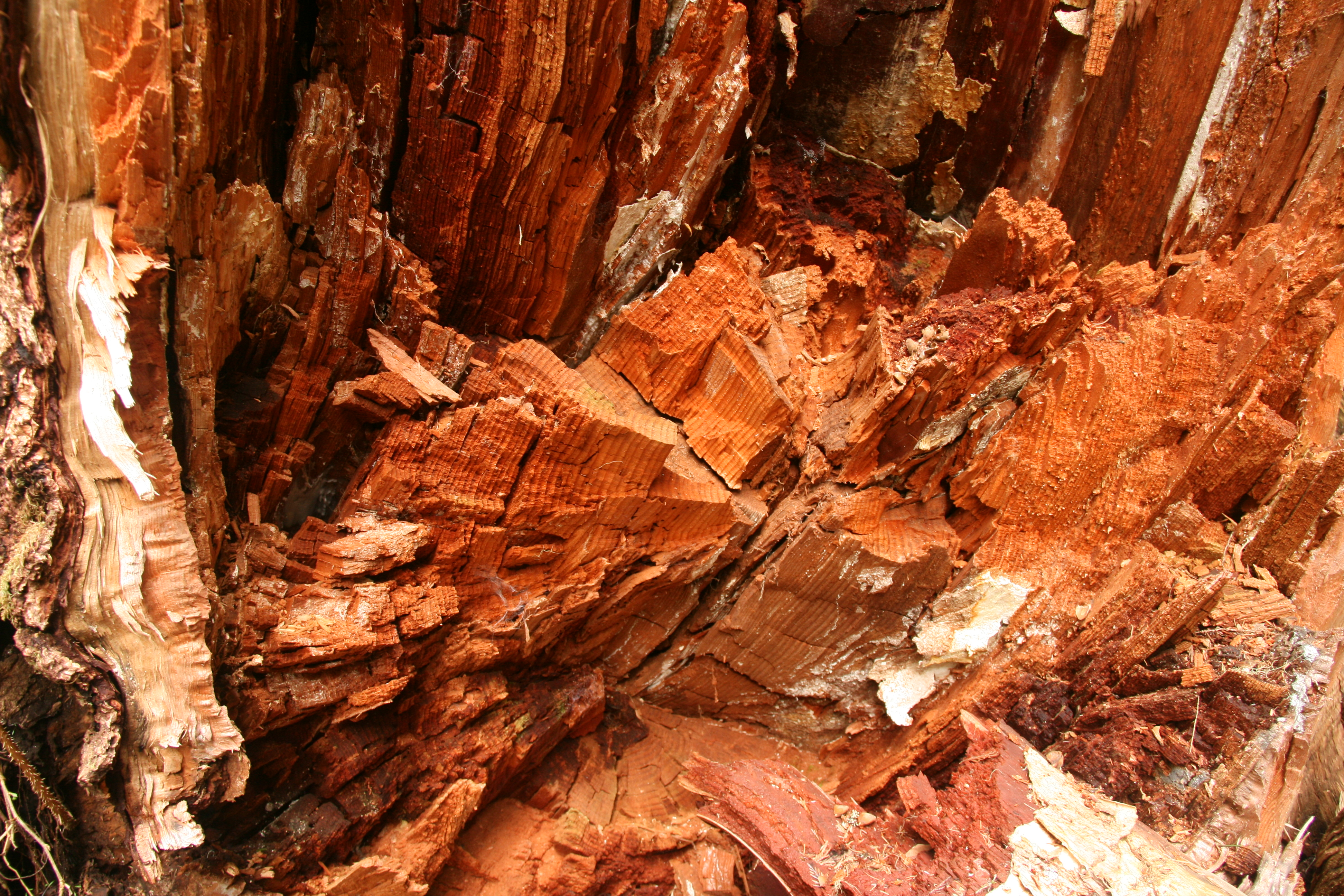
Douglas décomposé par le Phéole de Schweinitz (en).

## Changement climatique

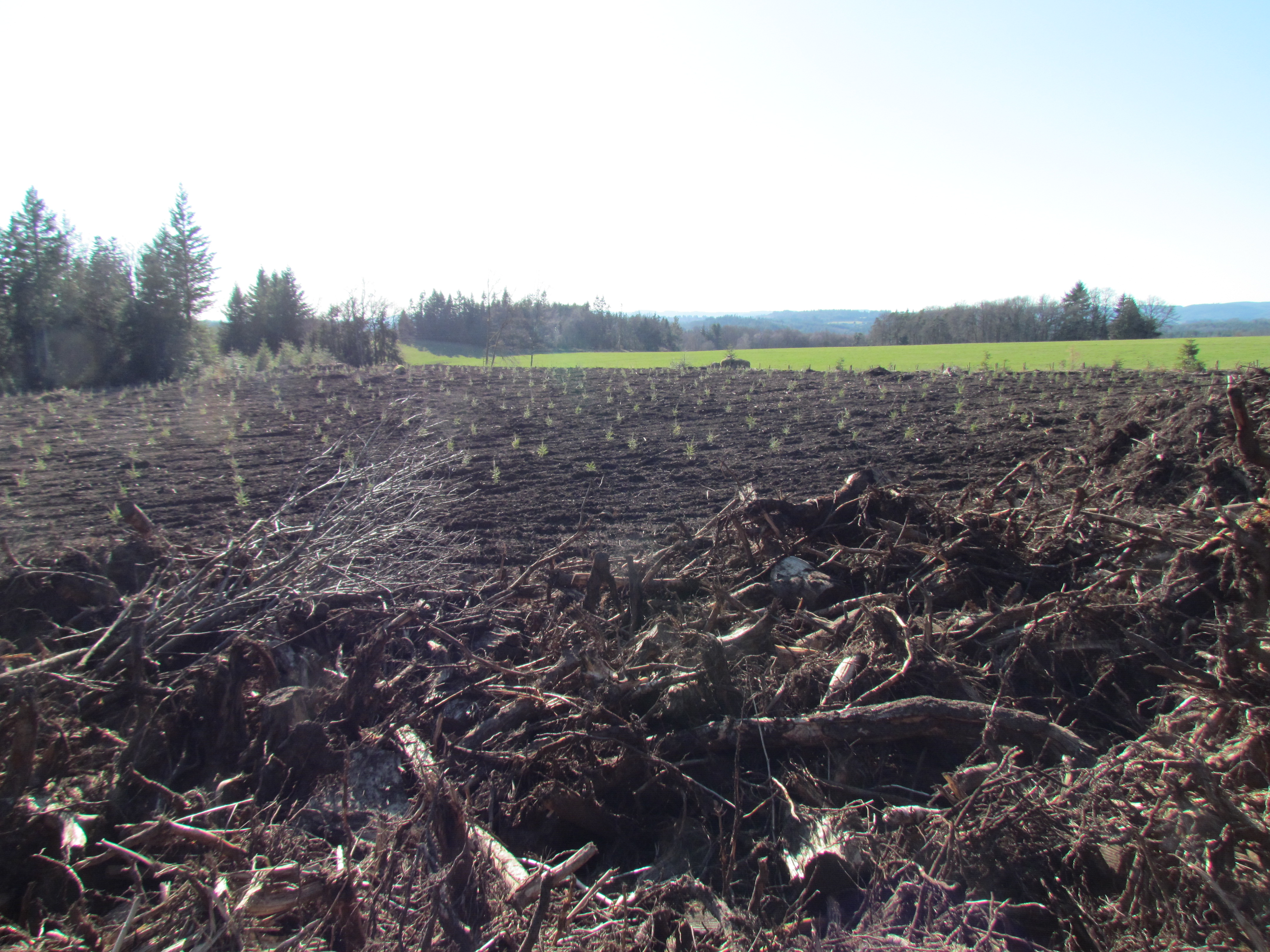
Jeune plantation d'une forêt industrielle après une coupe rase et un labour profond (Corrèze, France)

Le douglas qui est une espèce de climat tempéré océanique, c'est-à-dire appréciant l'humidité atmosphérique, est sensible à la sécheresse des régions soumises au climat semi-continental comme la Bourgogne-Franche-Comté, plus particulièrement le Morvan. Or, les climatologues prévoient que cet aléa augmentera drastiquement dans un futur proche. Ainsi, cette fragilité risque de rendre l'espèce plus sensible aux ravageurs et aux champignons phytopathogènes ; d'autant plus que les plantations monospécifiques sont structurellement désavantagées car elles facilitent la propagation d'épidémies brutales. De même, la coupe rase et le labour profond apparaissent comme inadaptés au besoin de conservation de la réserve en eau du sol dans des conditions climatiques difficiles, surtout que les jeunes plants représentent une phase de développement particulièrement sensible chez cette espèce, notamment au dessèchement des racines,.

## Utilisations

### Bois

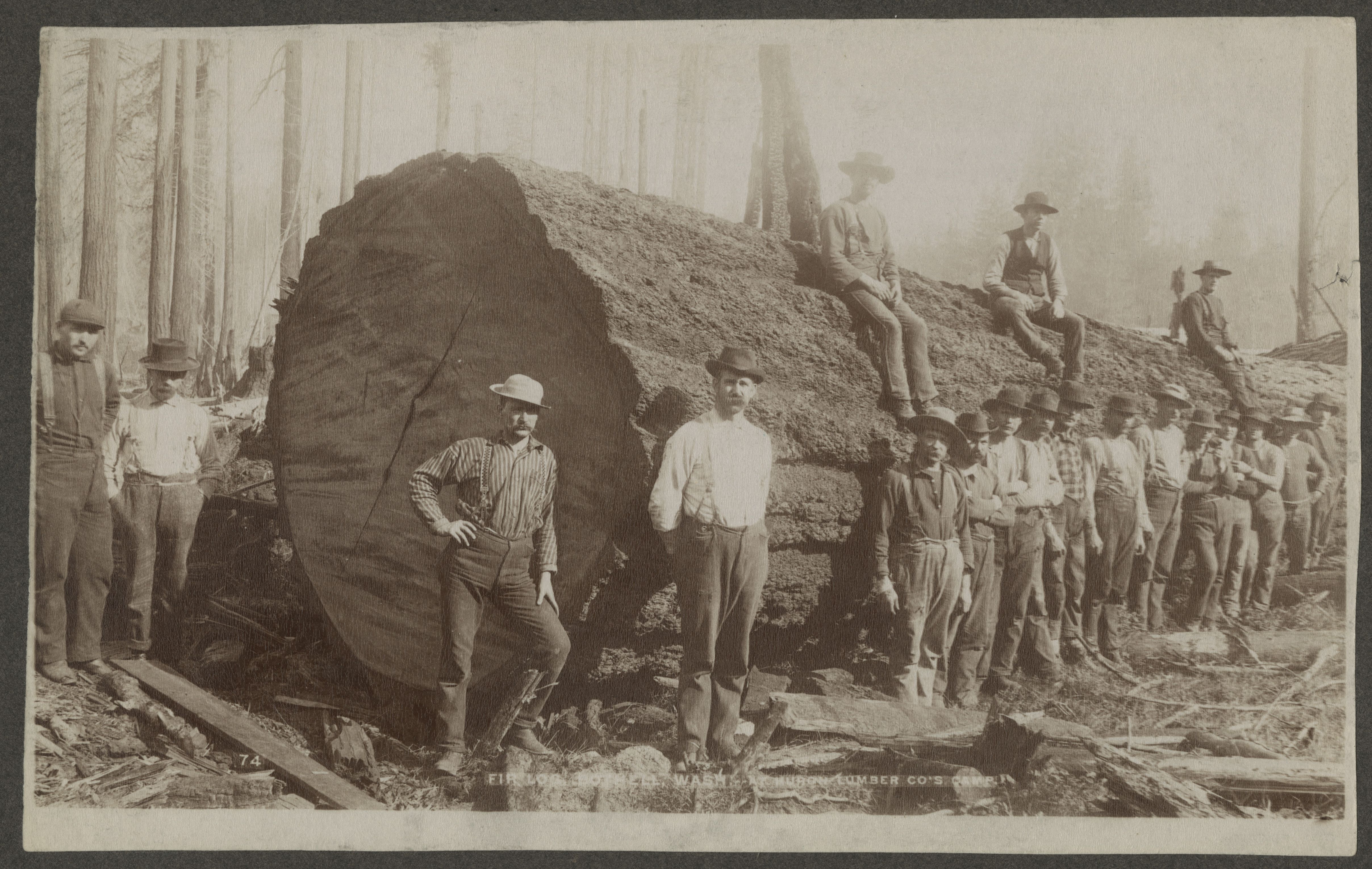
Coupe d'un douglas en 1895 aux États-Unis.

En Amérique du Nord, il est un des bois d'œuvre les plus importants. Le bois provenant d'arbres de peuplements naturels d'Amérique du Nord, à accroissements fins, est souvent commercialisé en Europe sous le nom américain d’Oregon Pine.
50 % de la ressource européenne en douglas se trouve en France, elle est aujourd'hui le second producteur mondial derrière les États-Unis. Elle fournit aux industriels un volume de bois chaque année plus important : 500 000 m3 en 1990, 1 000 000 m3 en 2000, 2 700 000 m3 en 2017. Une récolte de 6 000 000 m3 en 2030 est prévue par l'association interprofessionnelle France Douglas. Beaucoup de peuplements sont encore jeunes et n'ont pas encore atteint un âge d'exploitabilité. La production de sciages suit elle aussi une progression exponentielle depuis le début du siècle et atteint plus de 1 000 000 m3 en 2017 . Le douglas est « la principale ressource forestière émergente du territoire ». En France, il est l'arbre qui apporte le meilleur rendement.

#### Construction et aménagements extérieurs

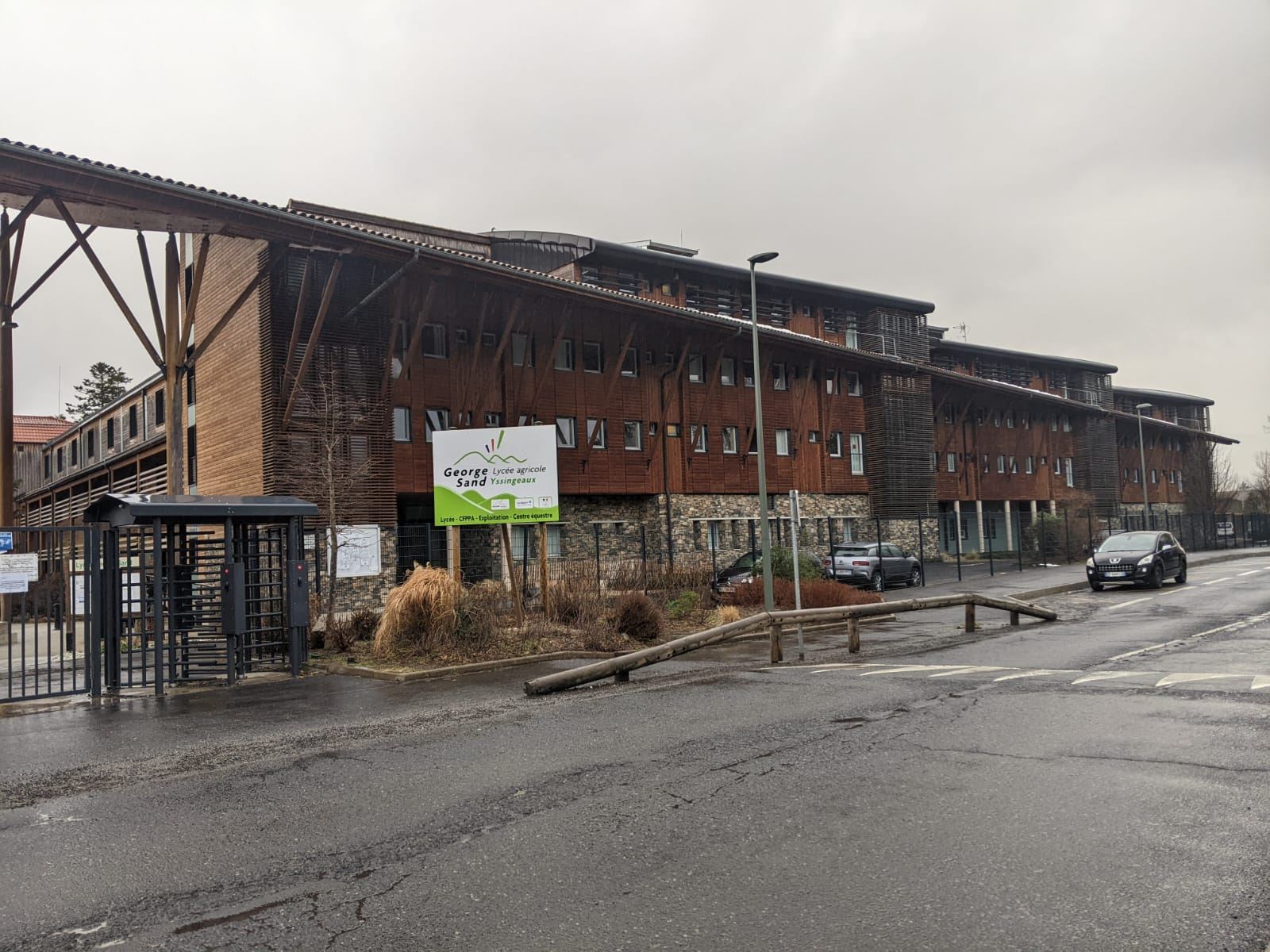
Façade en douglas du lycée agricole d'Yssingeaux (Haute-Loire, France).

Pour la construction, le douglas possède deux atouts importants : des performances mécaniques supérieures à celle des autres résineux (un module d'élasticité supérieur à 12 000 MPA) et une durabilité naturelle elle aussi supérieure à la majorité des autres résineux récoltés en Europe. Le duramen du douglas résiste mieux aux insectes et aux champignons que la plupart de ses concurrents. Par ailleurs, ses qualités esthétiques sont appréciées. Aussi est-il volontiers utilisé pour des architectures de plein air, des ouvrages d'art, ainsi que pour les réalisations courantes qui doivent être durables et exposées à une humidité plus ou moins fréquente : charpente, ossature bois, bardage, solives, planchers, en création comme en rénovation extérieure. Comme il se prête au collage, le douglas peut prendre la forme de bois lamellé-collé, de bois massif reconstitué ou de contreplaqué.
De nombreuses réalisations récentes et innovantes utilisent le douglas dans le domaine de la construction : 
- les ponts routiers de Merle à Saint-Geniez-ô-Merle[38] (2000) en Corrèze, de Cognin[39] (2016) en Savoie ou de Lure[40] en Haute-Saône (2016) qui allient le bois (douglas) et le béton ;
- la salle de spectacles Zénith Limoges Métropole (2005) qui repose sur une structure de douglas recouverte d'une enveloppe de polycarbonate ;
- le lycée George-Sand à Yssingeaux[41] en Haute-Loire qui emploie le douglas pour le revêtement et la menuiserie extérieurs ;
- le siège social de la société Quiksilver à Saint-Jean-de-Luz dans les Pyrénées-Atlantiques (2010) qui a reçu le prix AMO en 2011[42].
- Le refuge du Goûter (2013), situé sur le Mont Blanc à 3 835m, composant la structure externe.

#### Décoration et aménagements intérieurs

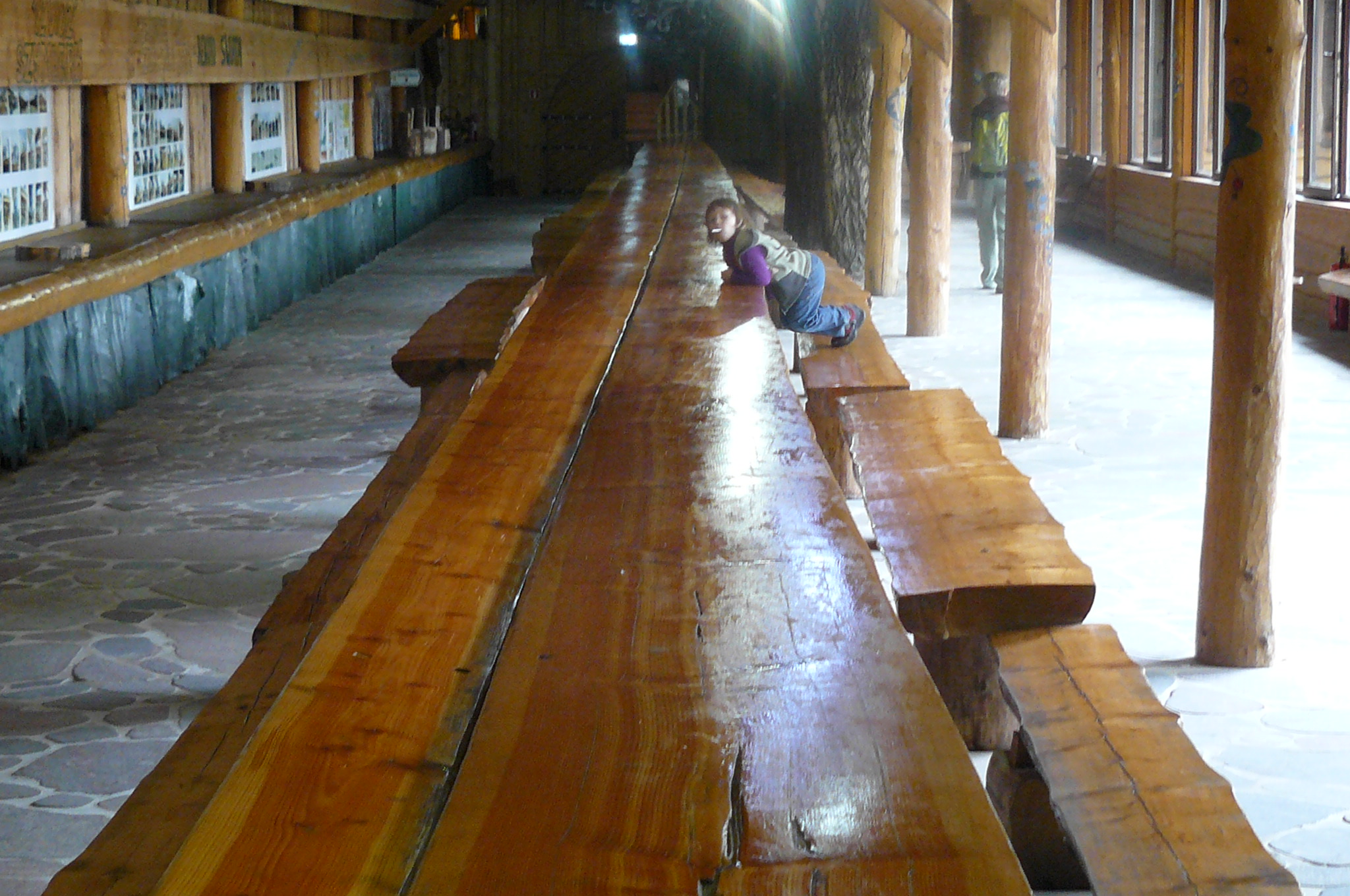
Longue table en douglas, Pologne.

Faiblement émetteur en polluants volatils, le douglas offre de bonnes propriétés d'isolation phonique et thermique ainsi que de dureté. Sa teinte rosée chaleureuse constitue un avantage supplémentaire pour qu'il soit employé comme revêtement intérieur dans les habitations ainsi que pour les planchers et les parquets.
Selon l'arrêté du 19 avril 2011 relatif à l'étiquetage des produits de construction ou de décoration, le douglas se situe dans la classe A+ d'émission dans l'air intérieur. L'indice de dureté du duramen du douglas est comprise entre 20 N/mm2 et 30 N/mm3, ce qui le place au même niveau que le teck, le châtaignier, le mélèze ou le sipo.
Le douglas est aussi apprécié pour sa rapidité de séchage.

### Plante commestible
Les aiguilles du douglas sont utilisées pour la confection de sauces, de sirops et de sorbets.

### Horticulture
L'espèce est utilisée en tant qu'arbre d'ornement dans les parcs et jardins.

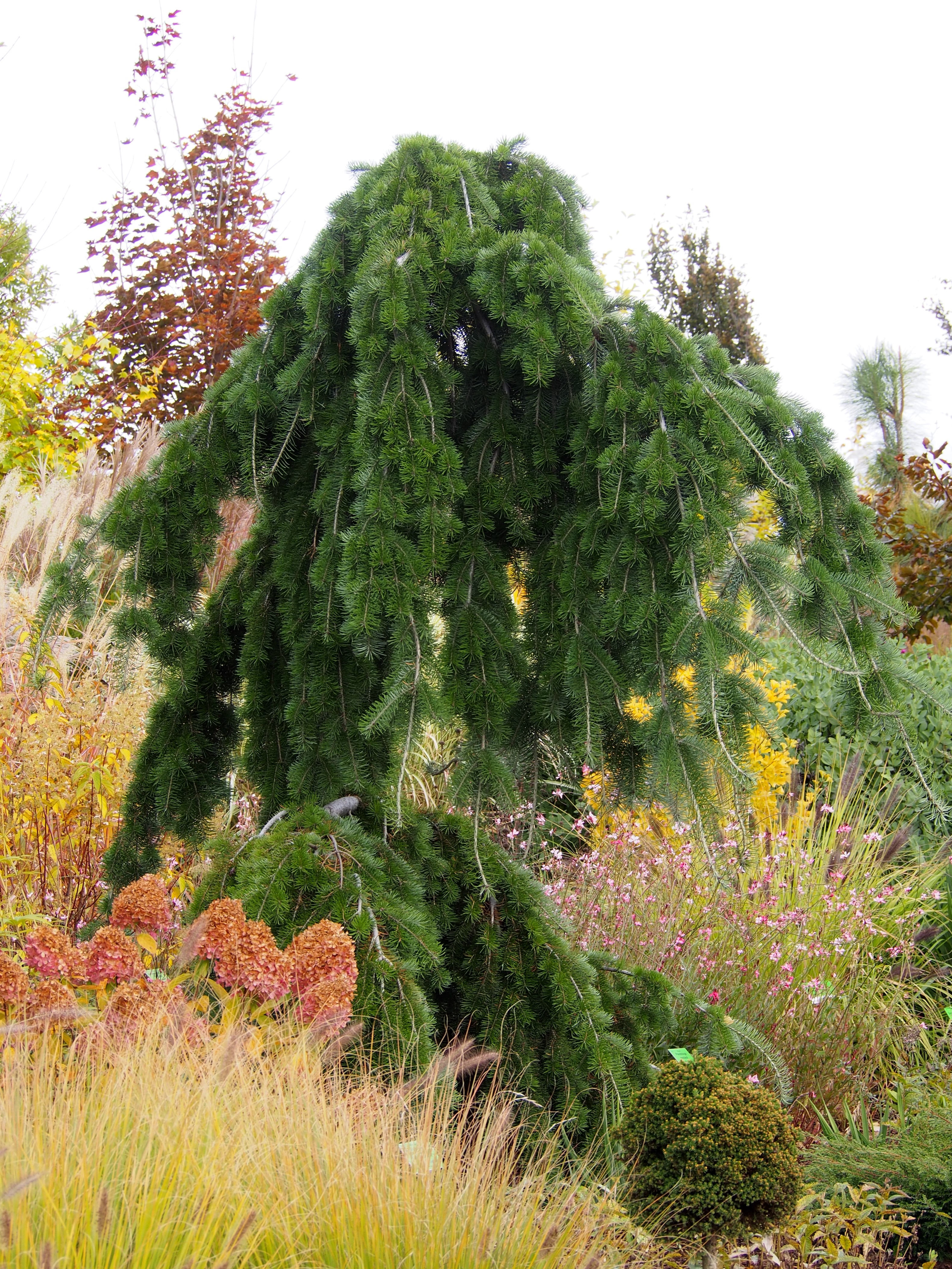
Cultivar 'Graceful Grace'.
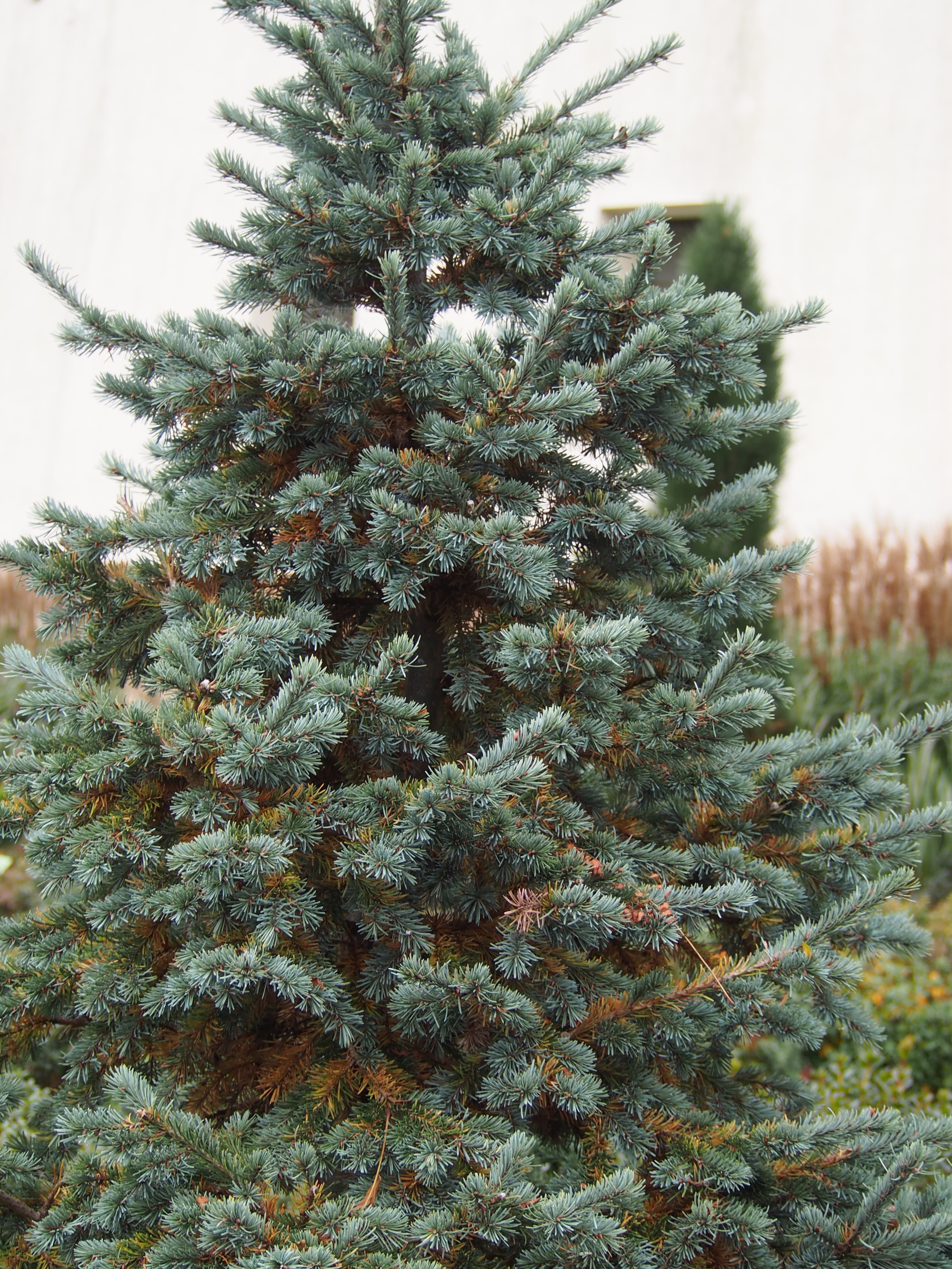
Cultivar 'Hofman'.
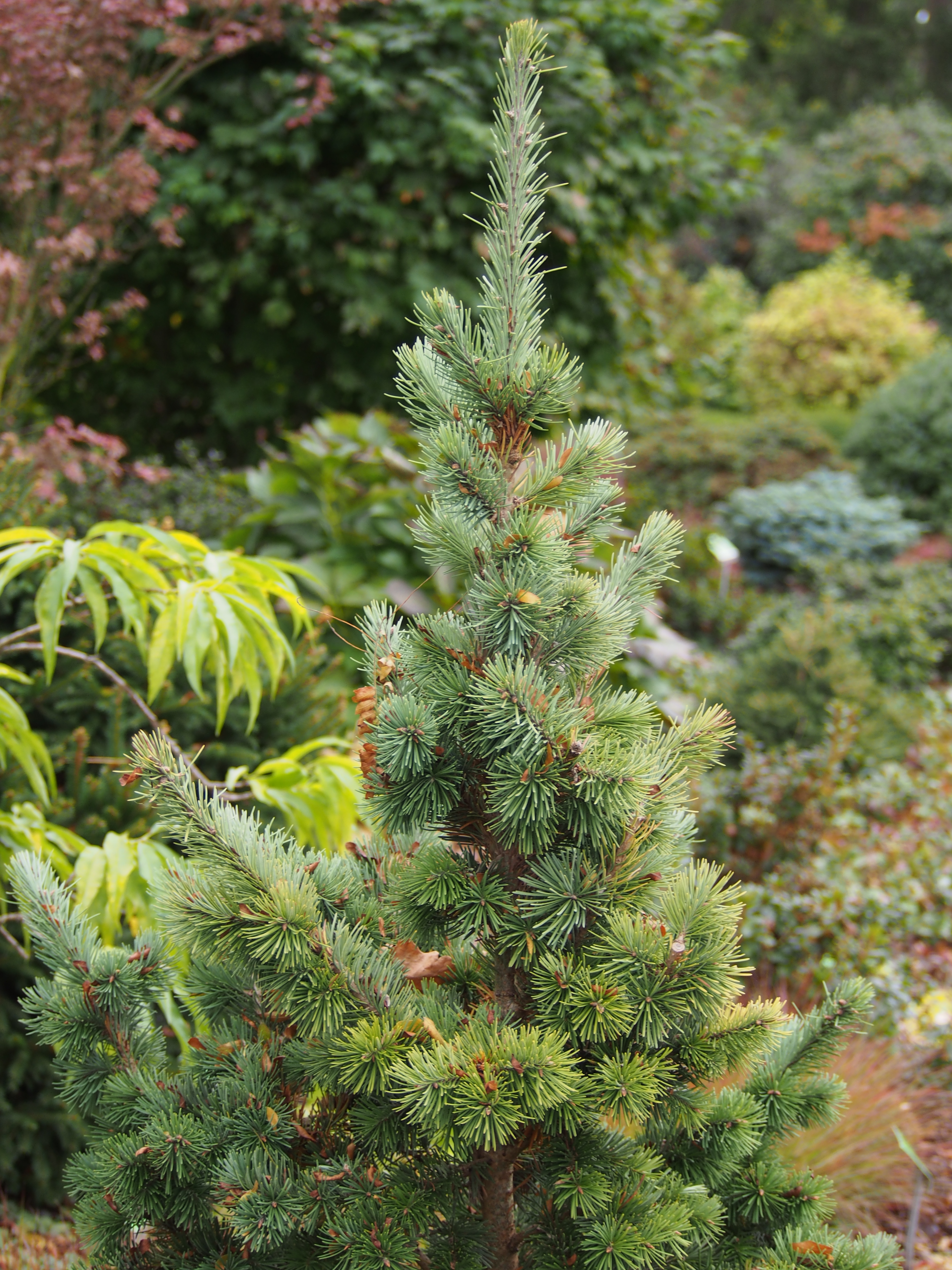
Cultivar 'Kanina'.
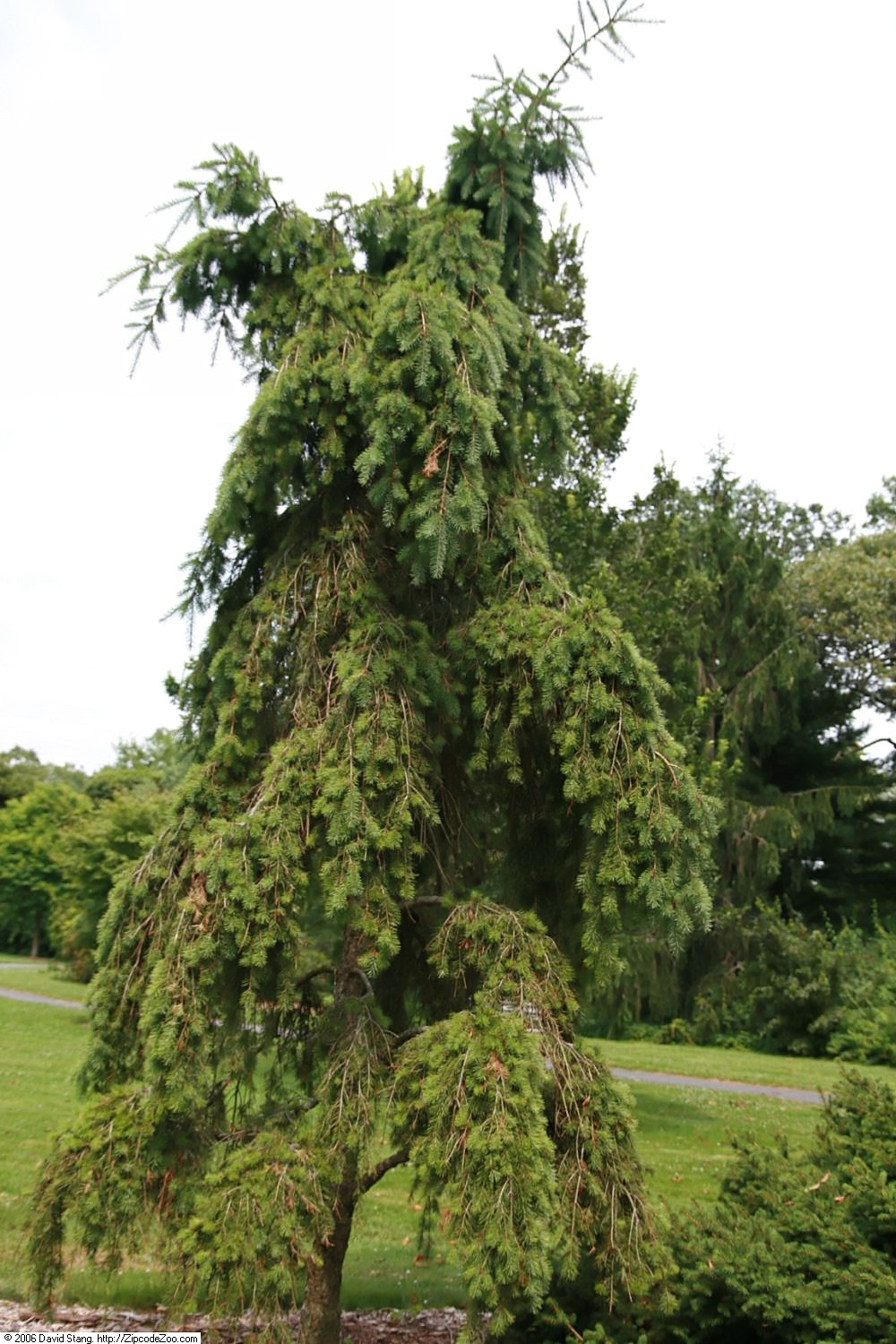
Cultivar 'Pendula'.